# Азербайджанський залізничний музей
Азербайджанський залізничний музей (азерб. Azərbaycan Dəmiryol Muzeyi) — музей у Баку, присвячений історії залізниць Азербайджану. Музей, розташований в історичній будівлі Сабунчинського залізничного вокзалу в центрі Баку, неподалік від площі Джафара Джабарли (станція метро «28 травня»), був відкритий у 2019 році.

## Історія
Відкриття Азербайджанського залізничного музею відбулося 19 листопада 2019 року за участю президента Ільхама Алієва. Музей розміщений в історичній будівлі Сабунчинського залізничного вокзалу в центрі Баку, неподалік від площі Джафара Джабарли (станція метро «28 травня»). Це одна з трьох будівель, що входять до складу історичного комплексу Бакинського пасажирського вокзалу. Ця будівля була введена в експлуатацію 6 липня 1926 року, в день відкриття першої електрифікованої залізниці в Азербайджані. Тоді Сабунчинський вокзал став першим вокзалом, який прийняв електропоїзди.

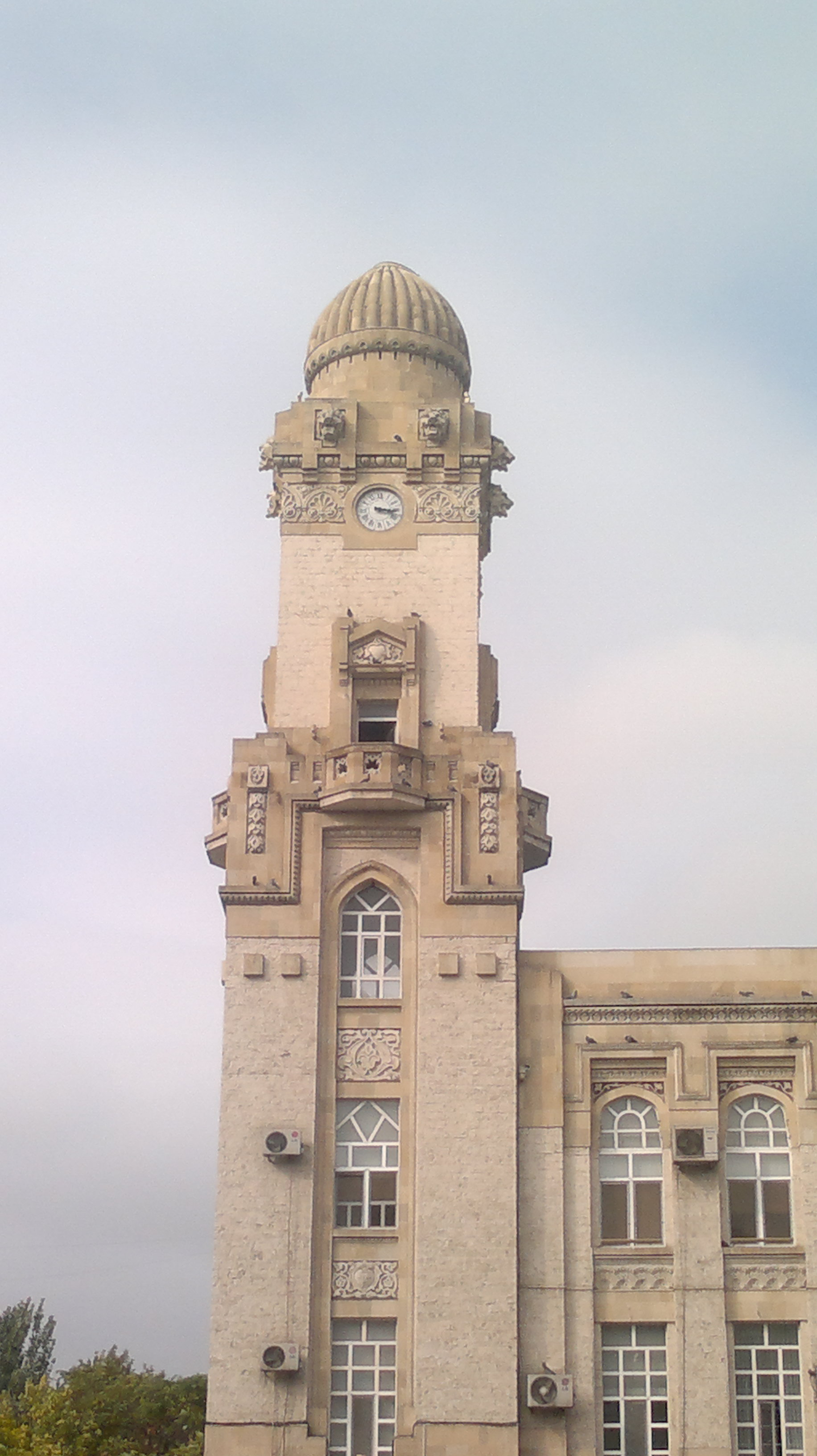
Годинникова вежа

Будівля, зведена на основі національних архітектурних традицій Азербайджану, своїм виглядом та багатьма елементами нагадує Палац Ширваншахів. Вікна будівлі виконані в стилі національного мистецтва «шебеке»; цікавим є декор у стилі доби Ширваншахів на верхній частині фасаду входу, а також кам'яні різьблені зображення левів на годинниковій вежі.
Під час пандемії COVID-19 музей був закритий, але після реконструкції та поповнення новими експонатами він знову почав приймати відвідувачів 28 грудня 2023 року.

## Сучасність
У музеї три виставкові зали. У першій зібрано архівні фото та відеоматеріали, різноманітні експонати, моделі залізниць та поїздів, що відображають історію залізниць Азербайджану в XIX столітті. Експонати другої зали презентують процес розвитку залізниць у ХХ столітті. У третій залі виставлено макети поїздів та фігурки пасажирів, що представляють різні періоди розвитку азербайджанських залізниць. Висвітлена в музеї й роль залізниці в Першій та Другій світових війнах.
Одним із найцікавіших експонатів є історична карта Закавказької залізниці. У музеї також виставлена уніформа залізничників 1885—1964 років.
Одна із зал виходить на реставровану історичну залізничну лінію, відділену від зали склом.
Також у музеї є два кінозали: в одному демонструють документальні фільми, історичні хроніки, біографічні фільми про інженерів і людей, які зробили внесок у розвиток залізниць, в іншому — художні фільми, в яких наявна естетика залізниць, поїздів та вокзалів.
Є в музеї й магазин із продажу сувенірів.

## Галерея

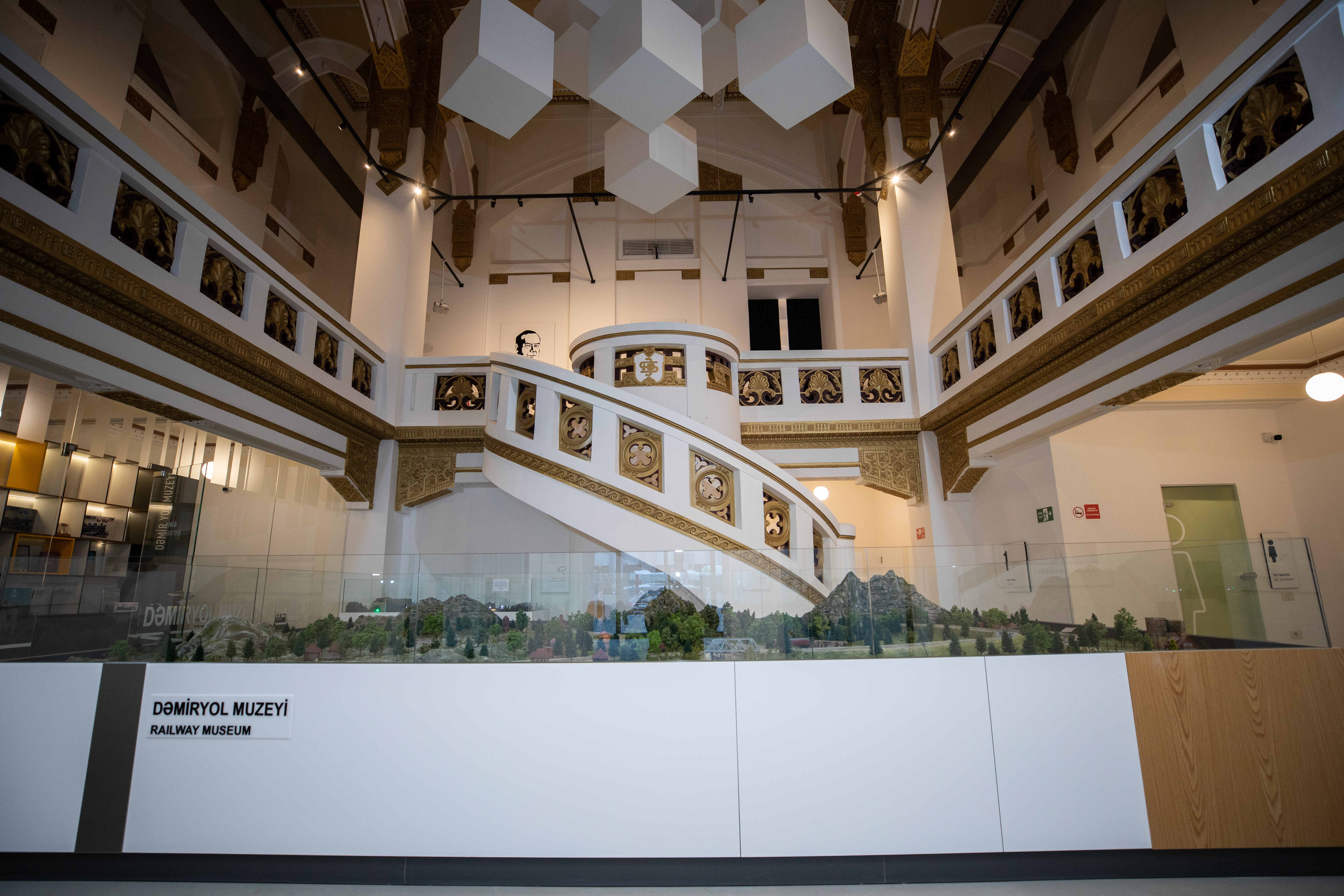
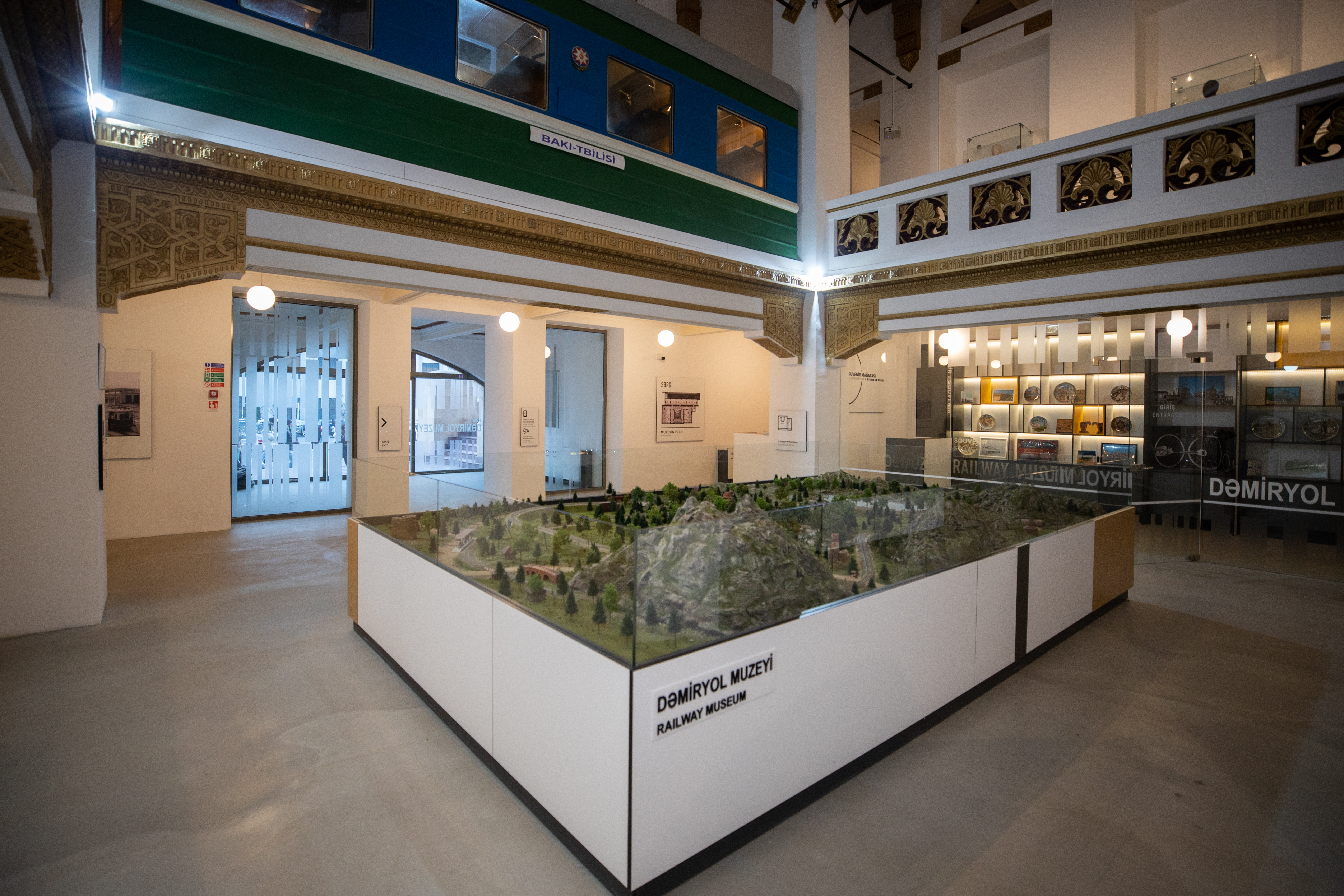
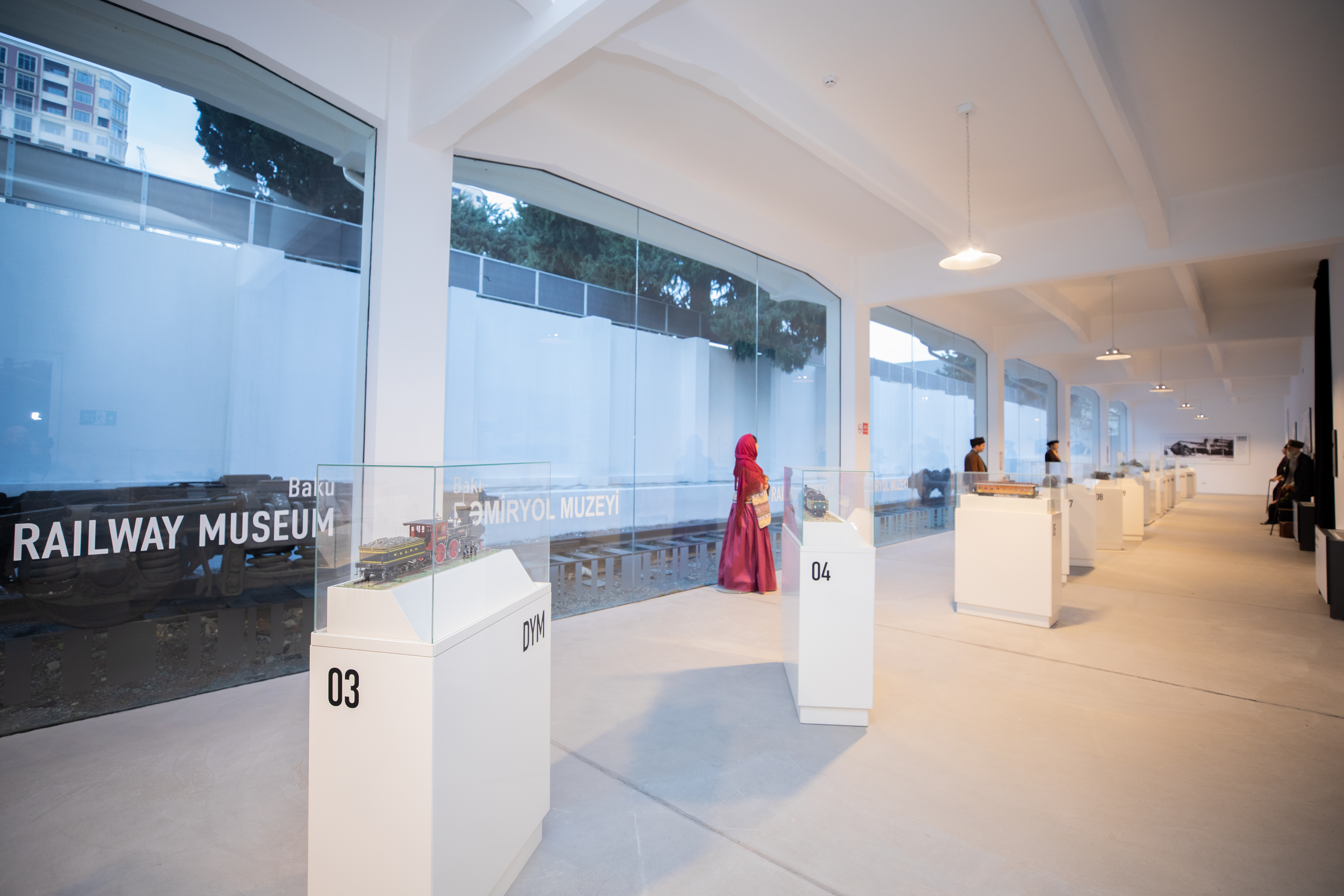
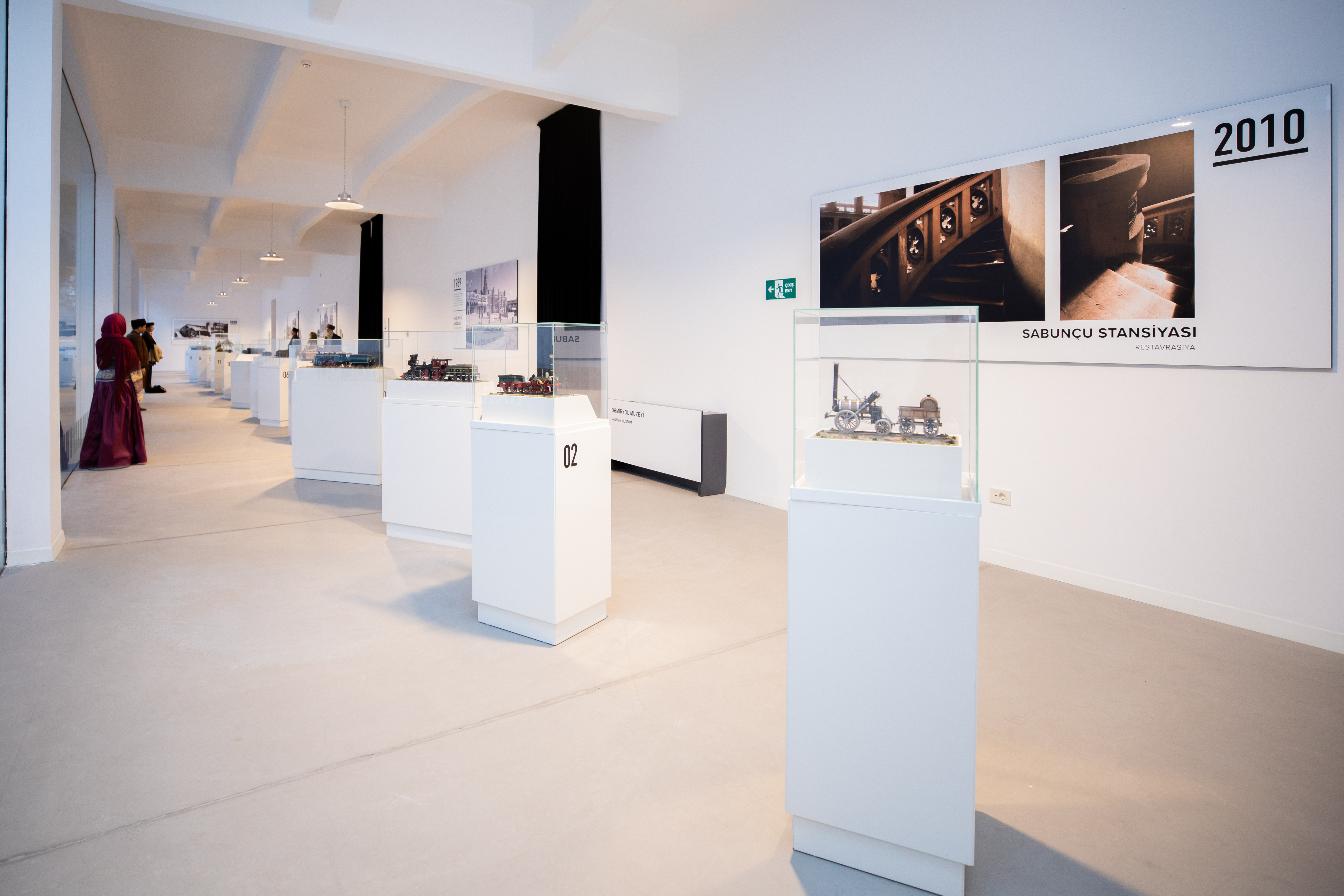
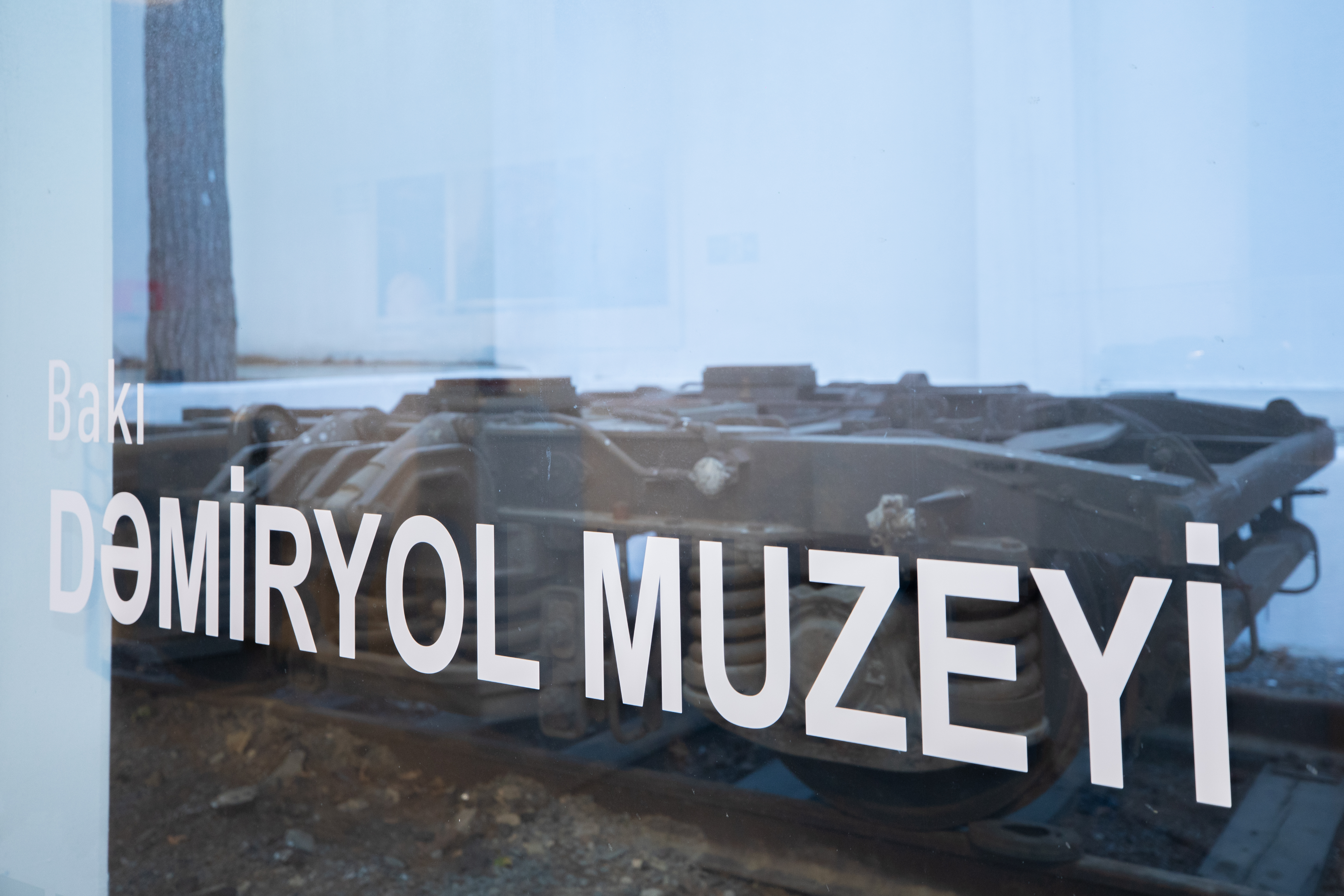
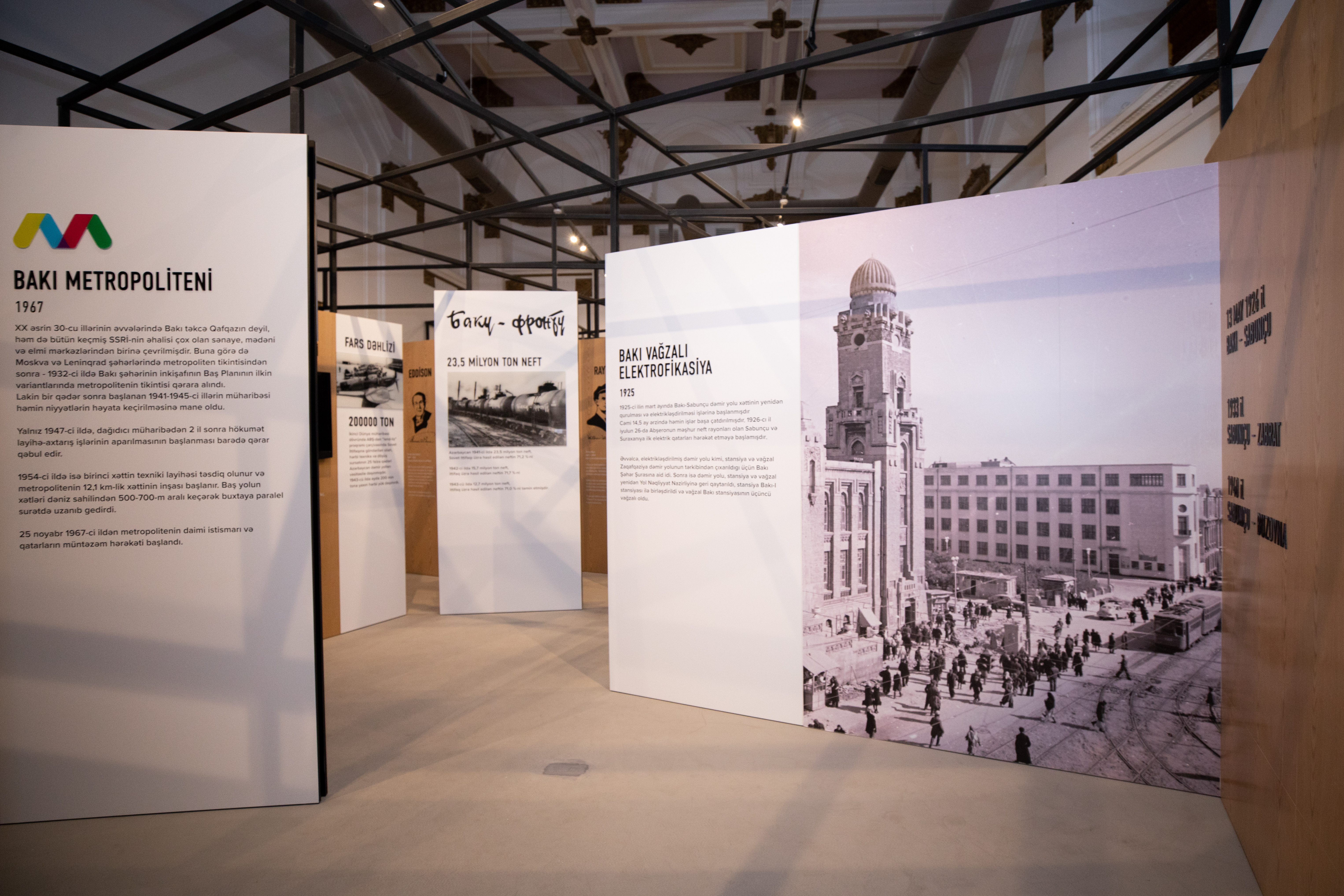
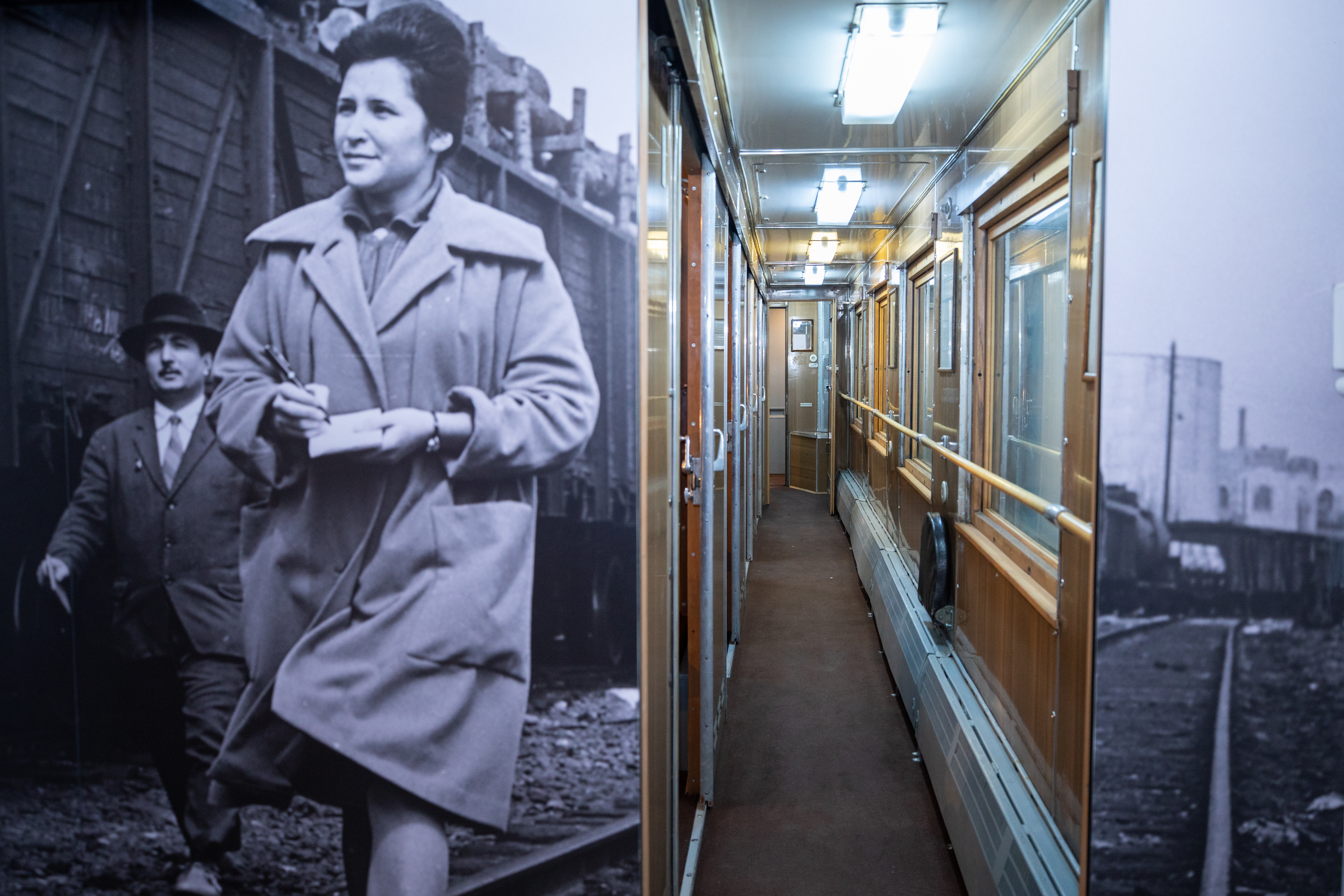
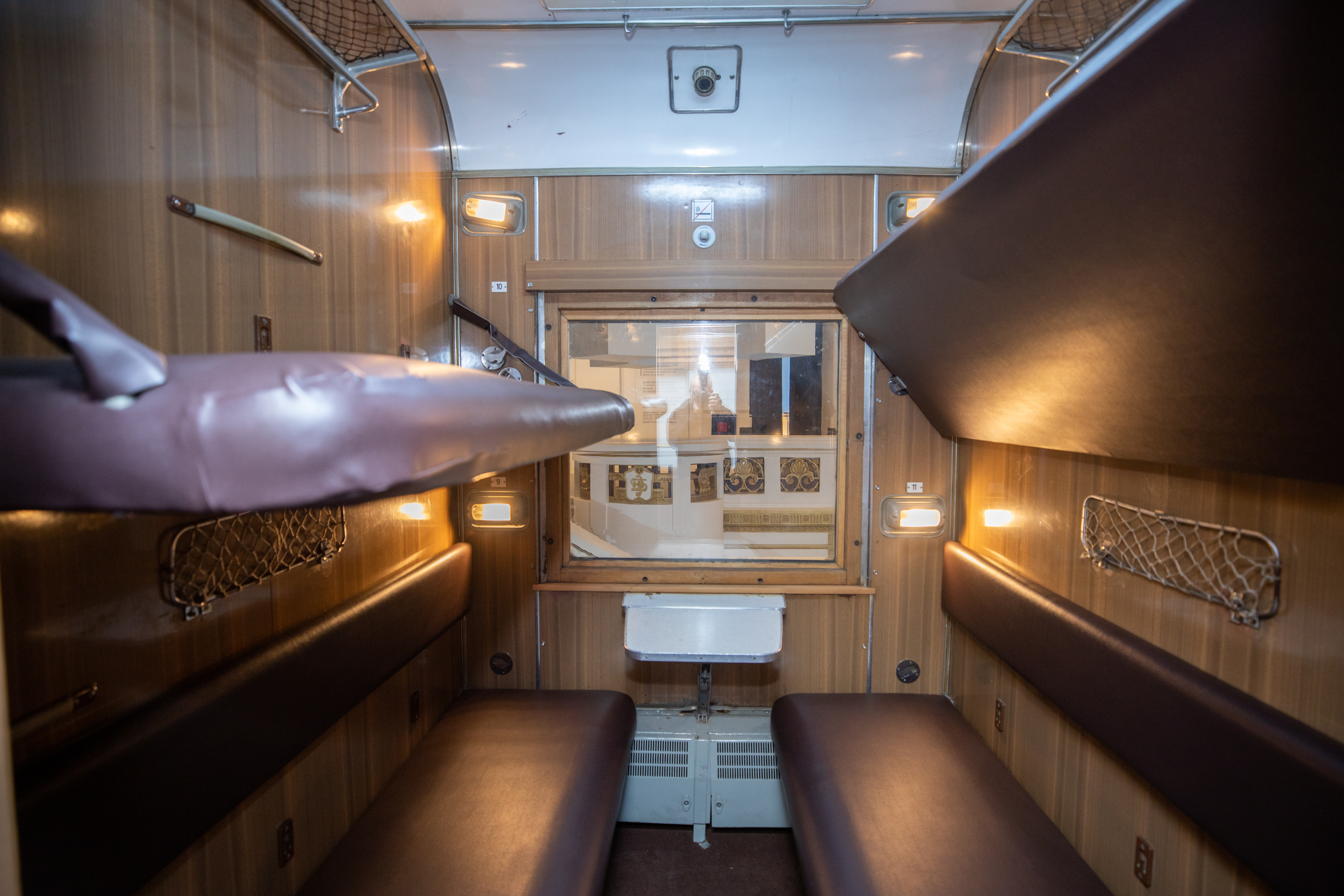
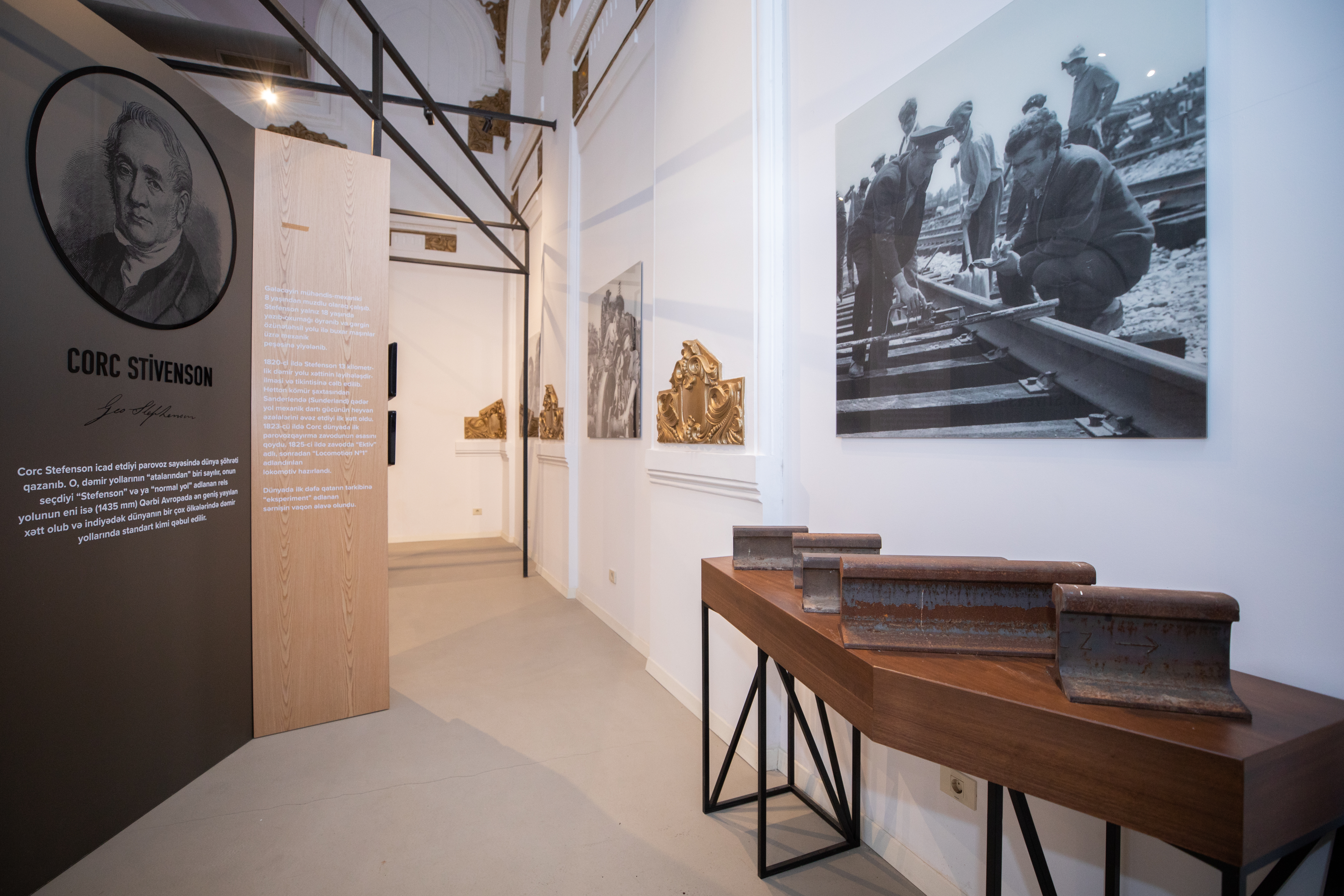
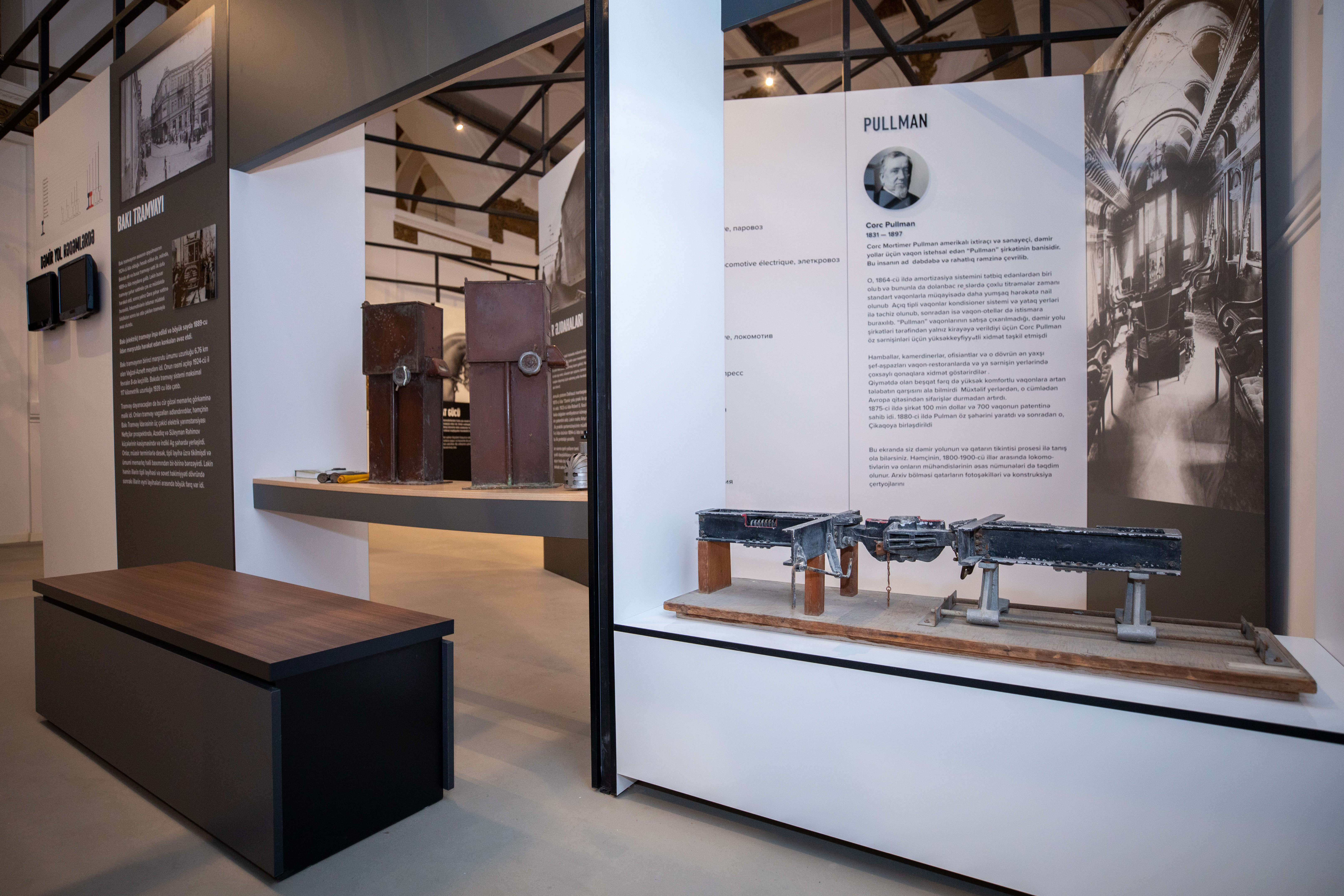
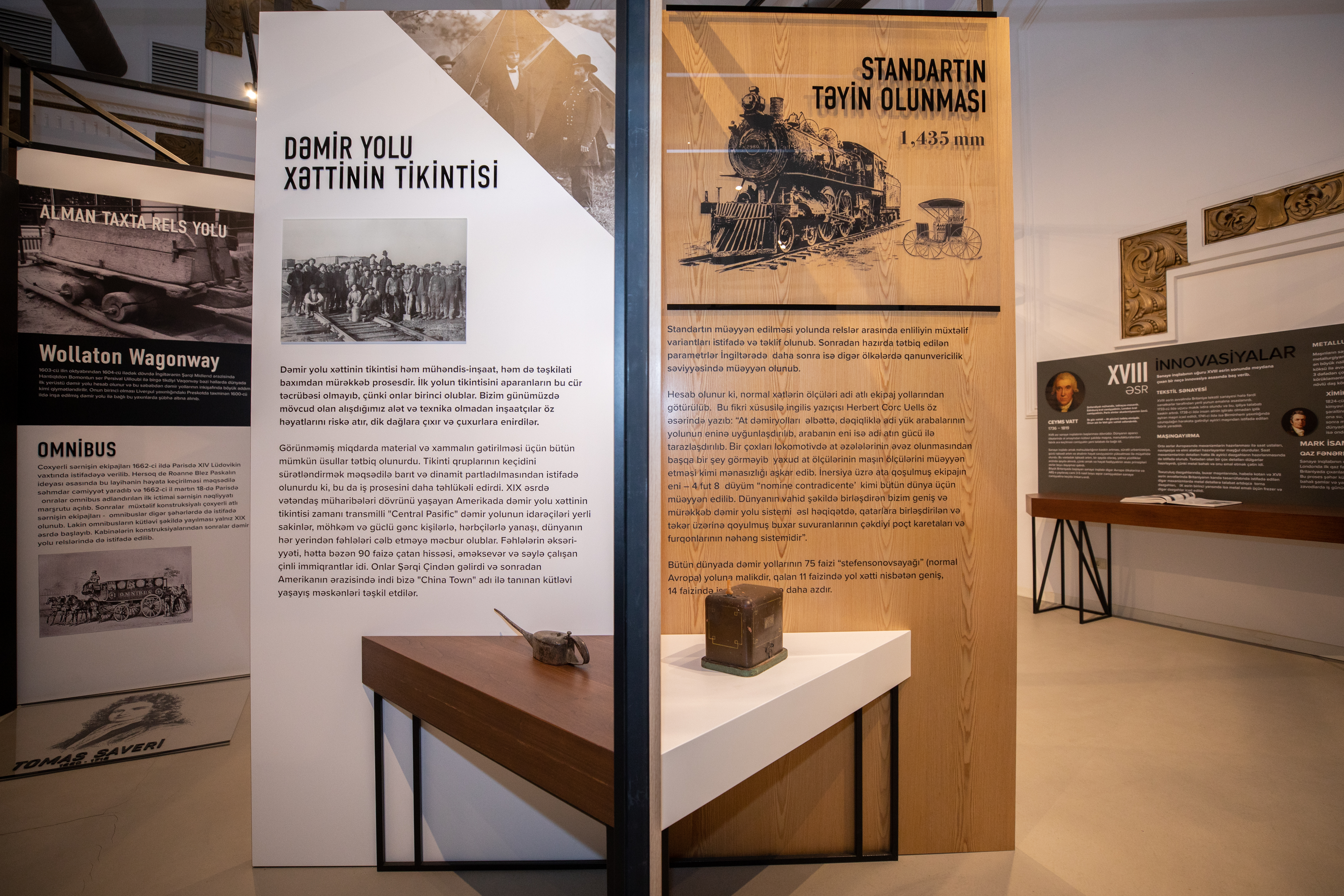
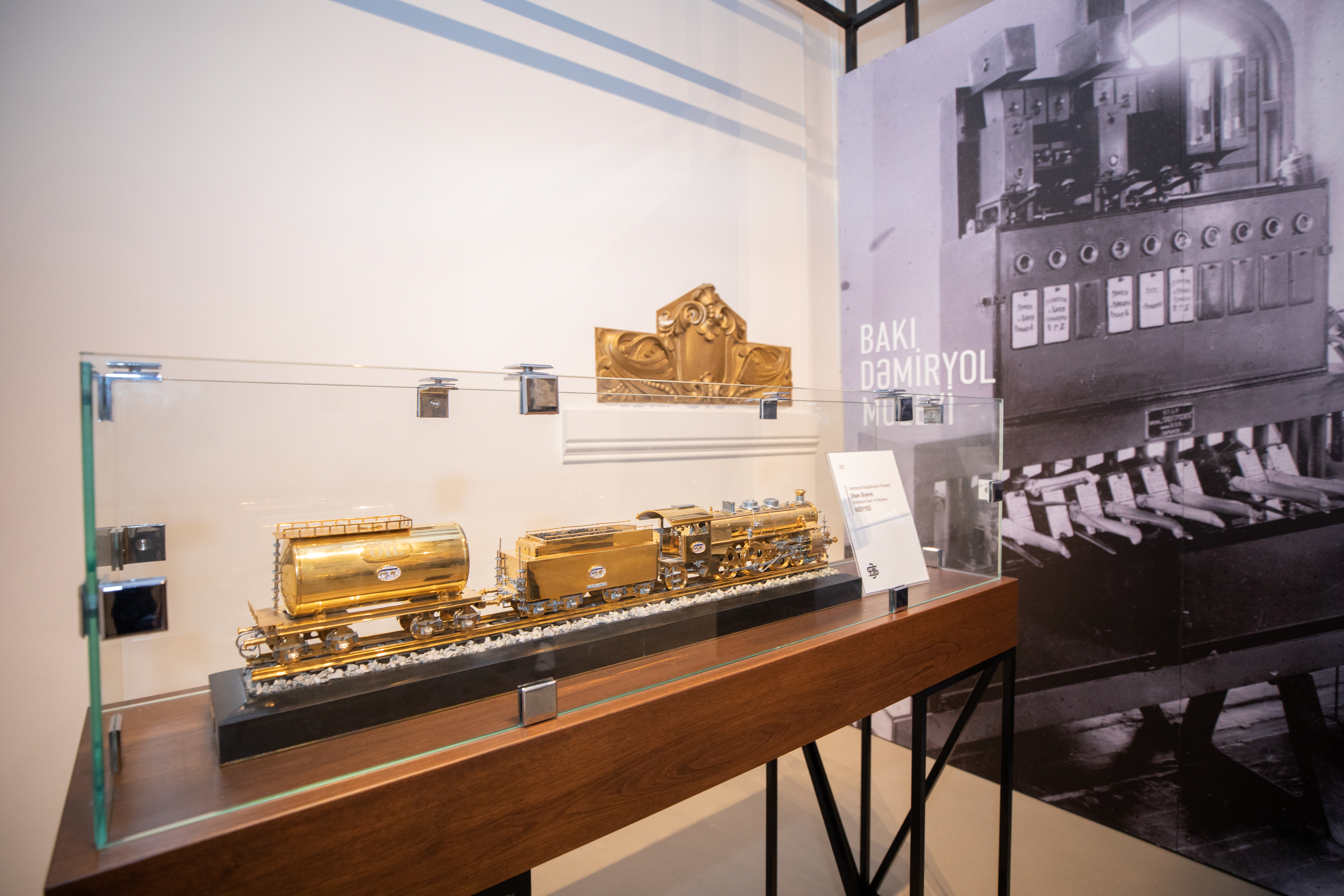
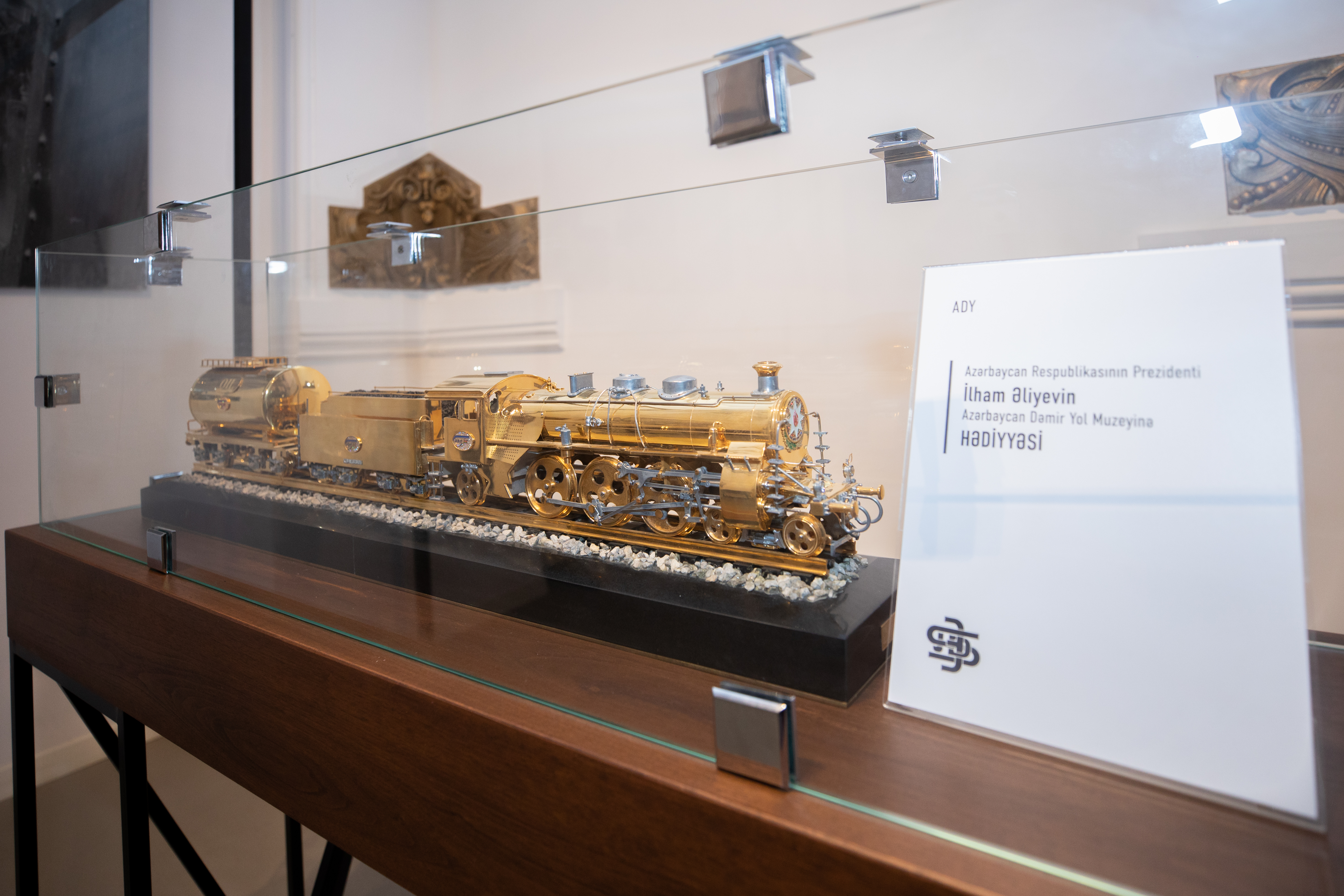
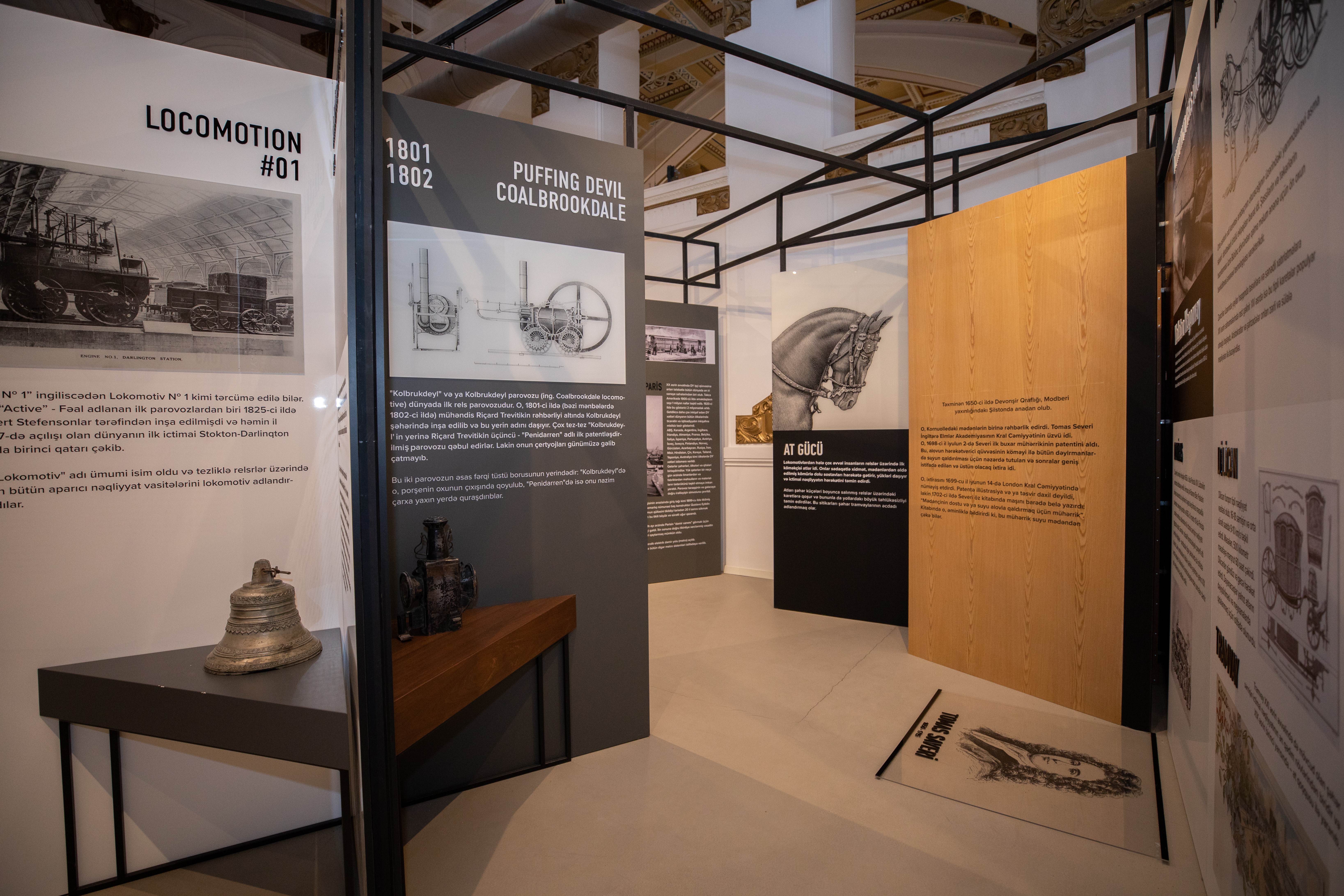
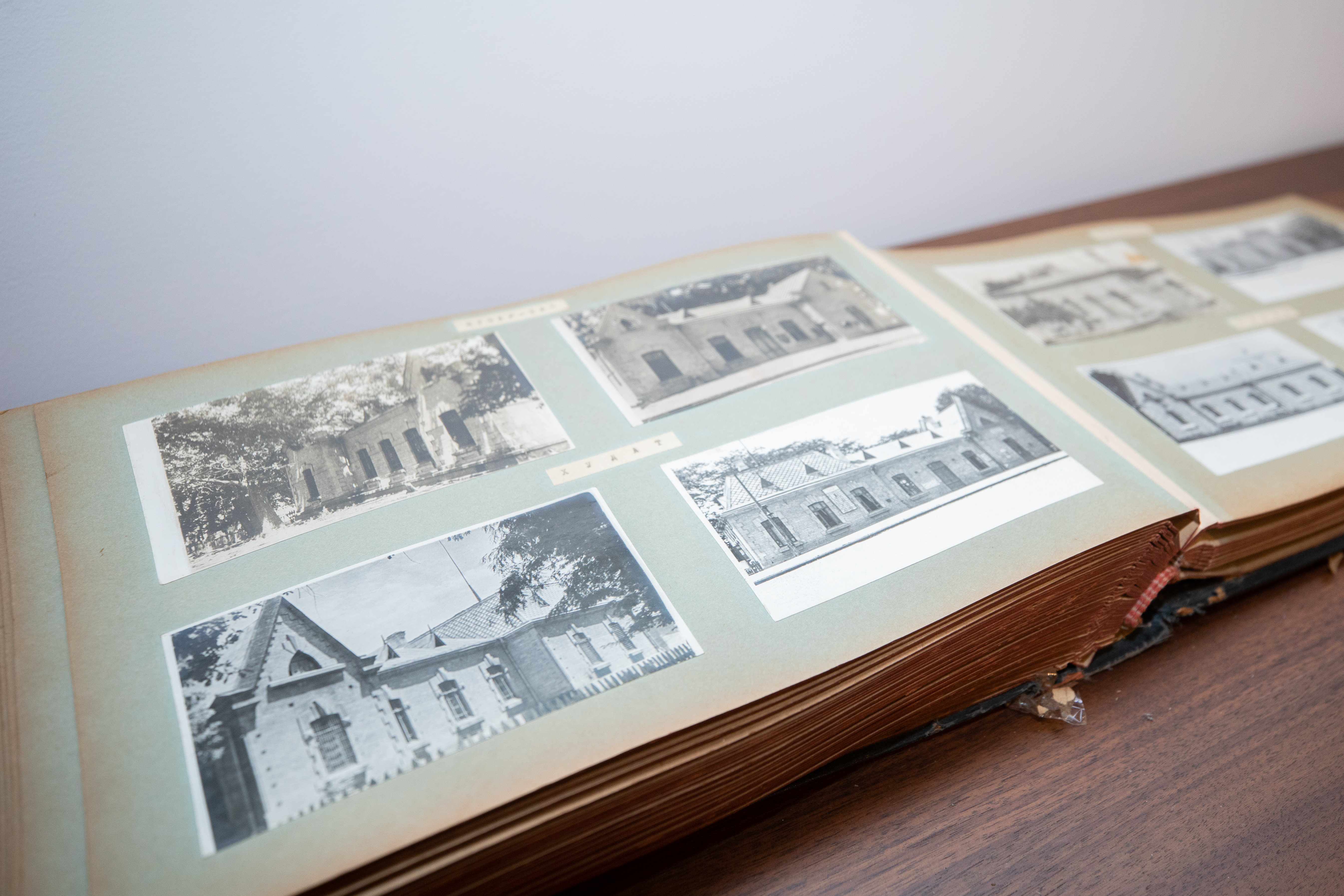
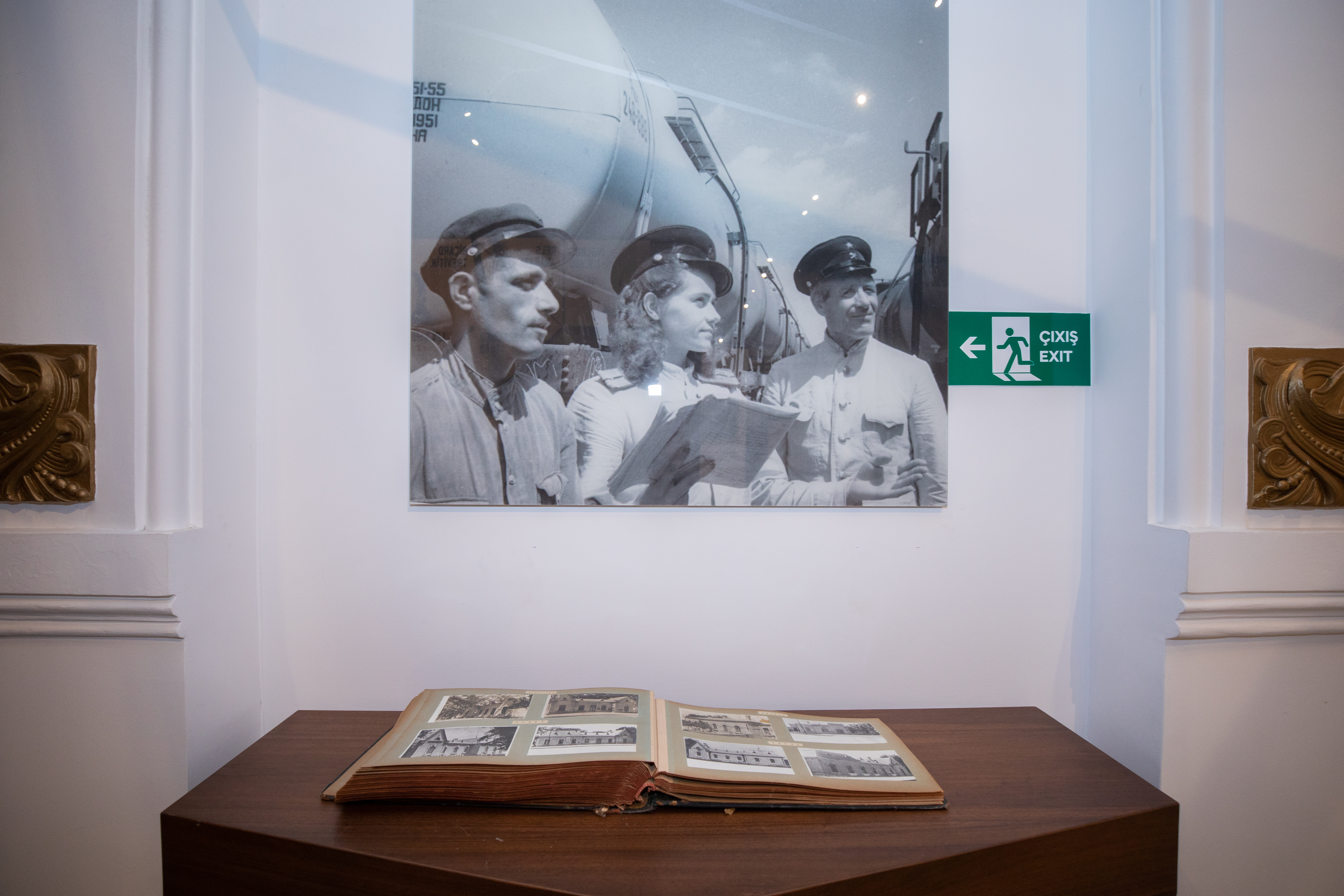
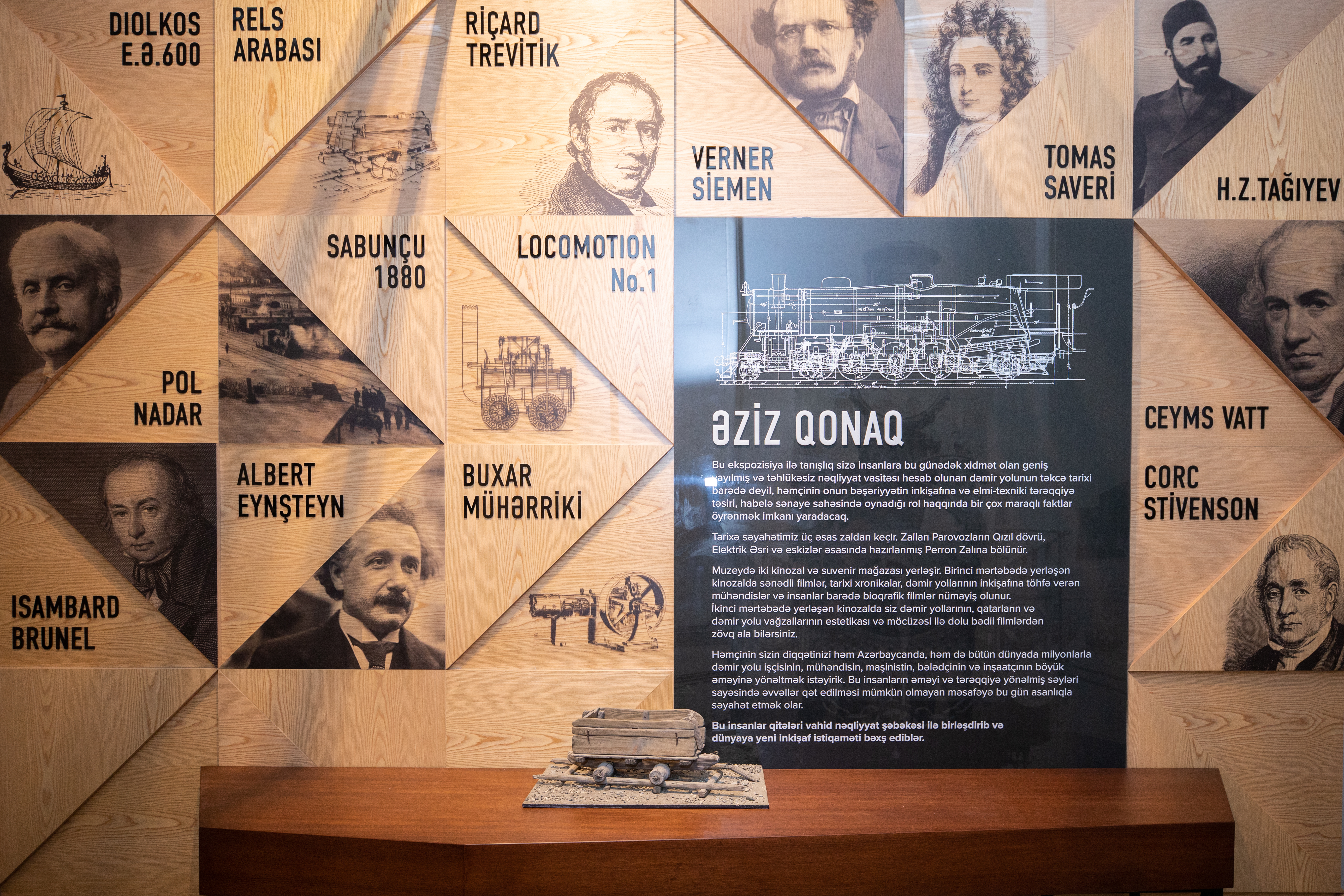
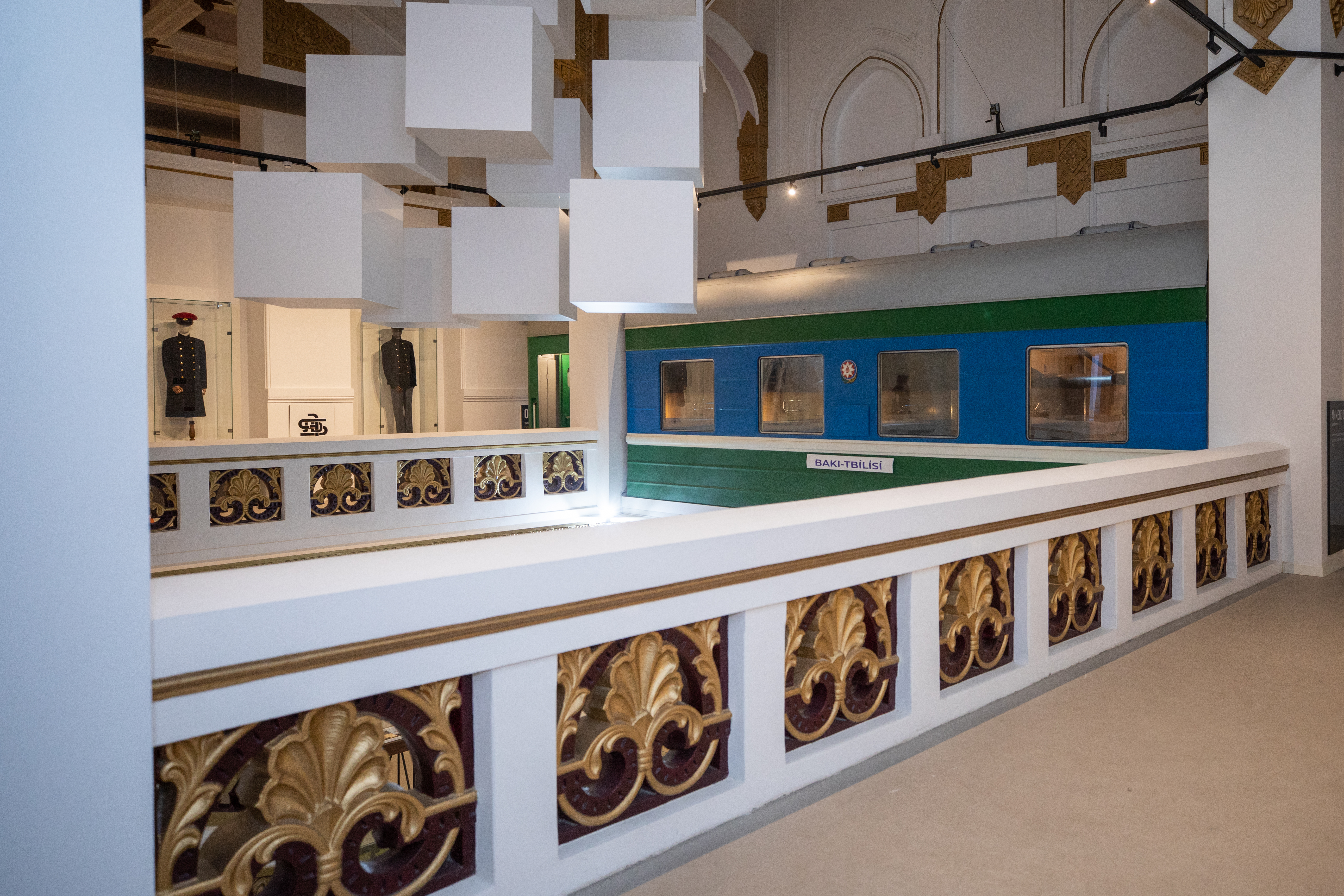
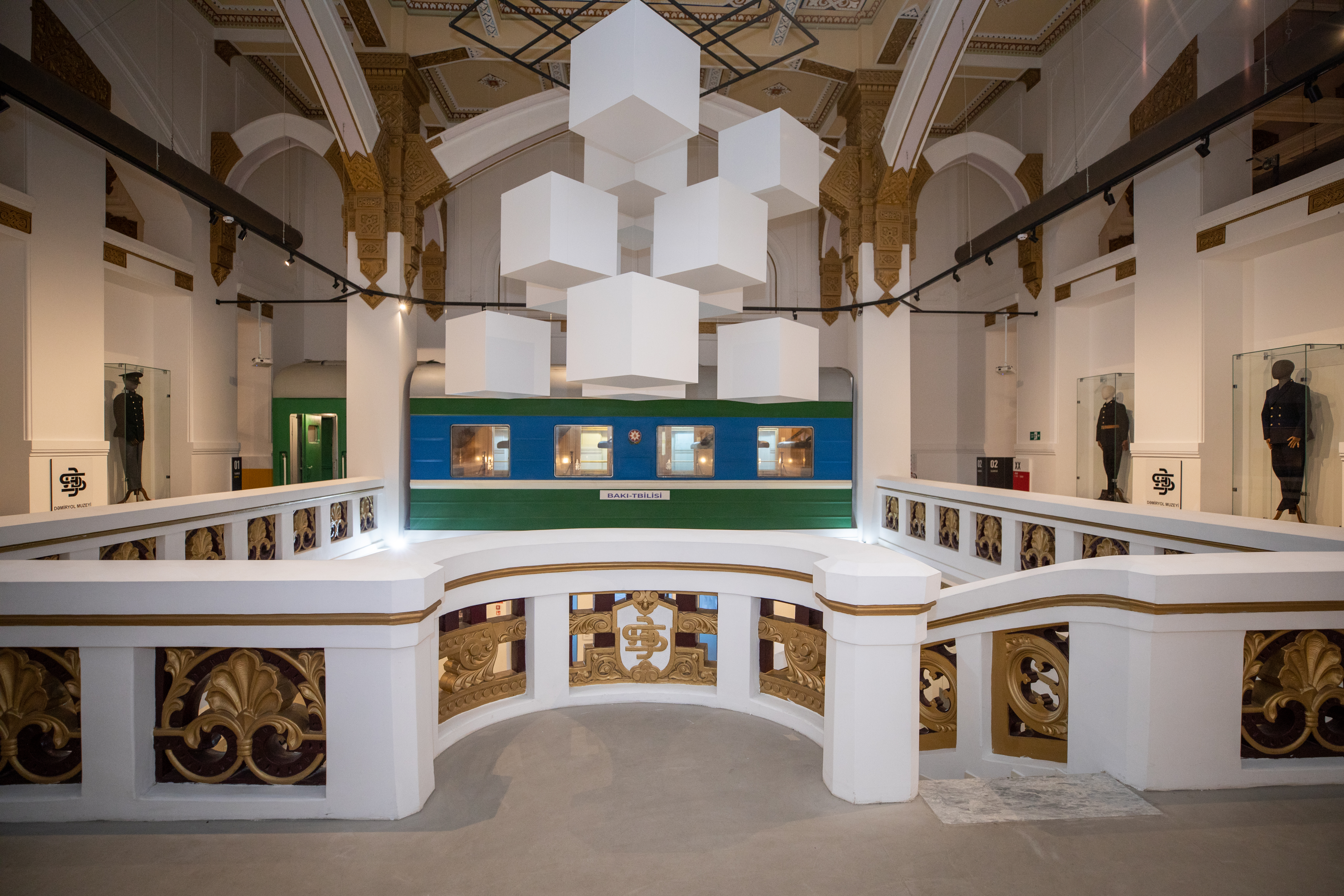
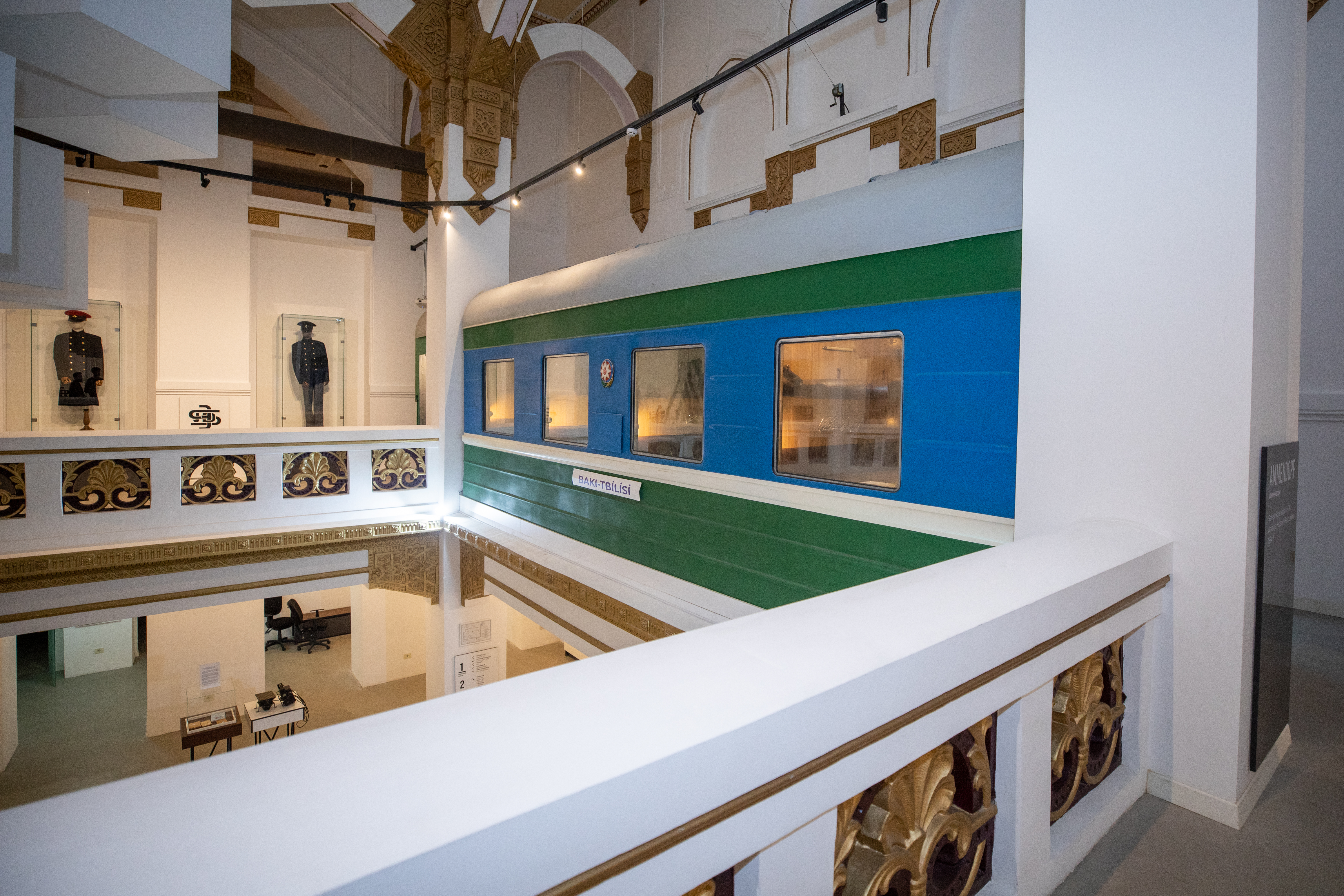
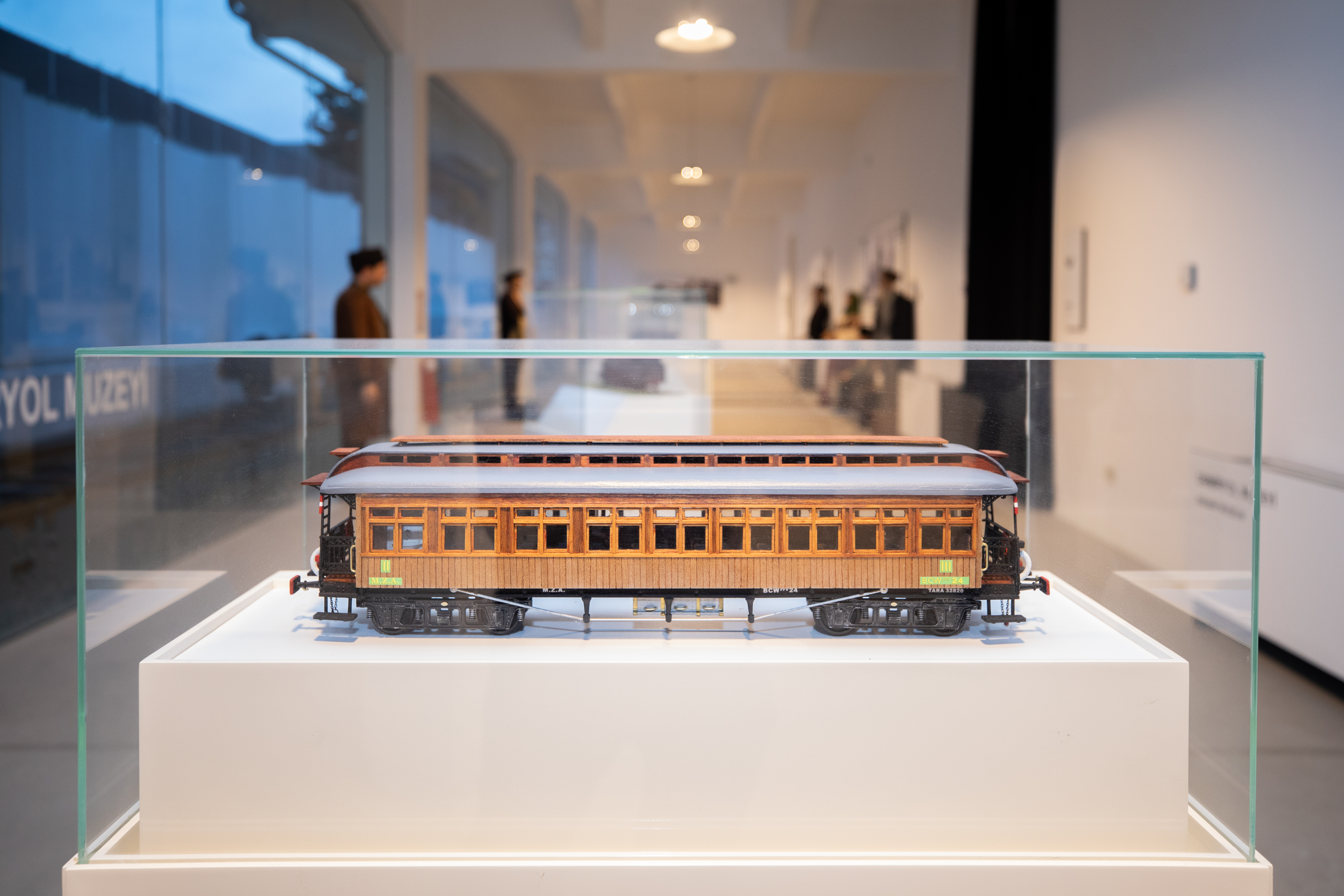
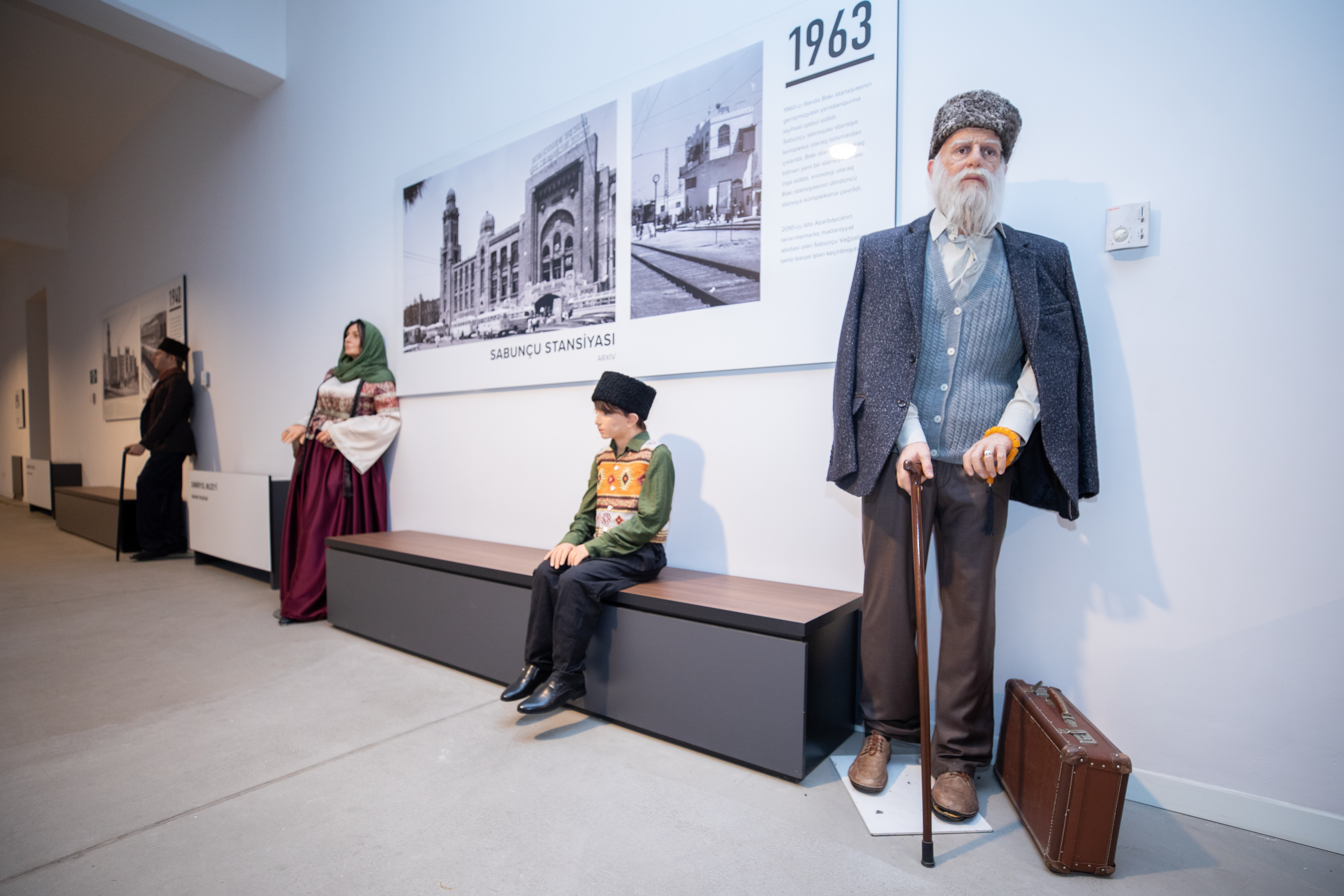
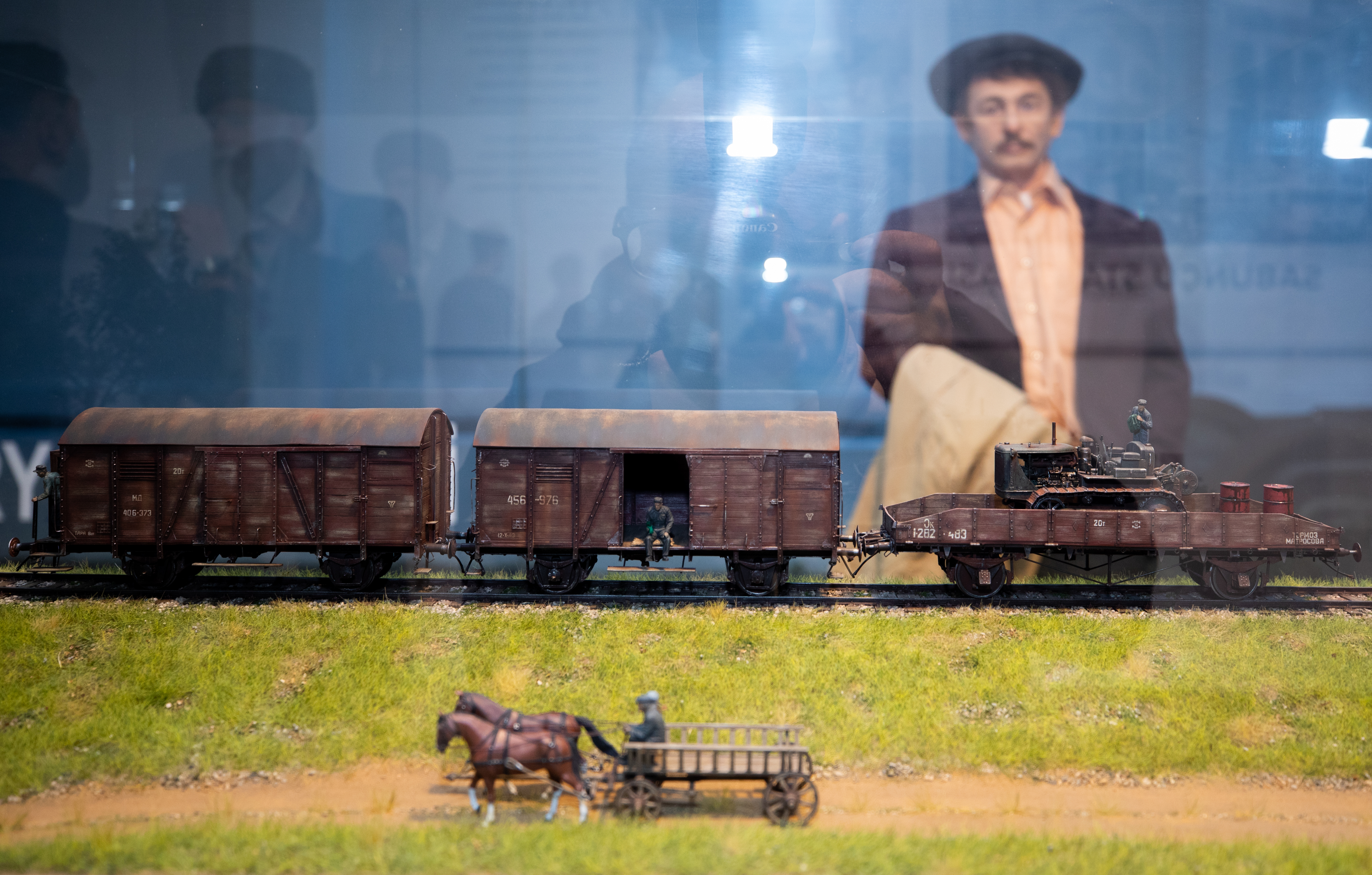
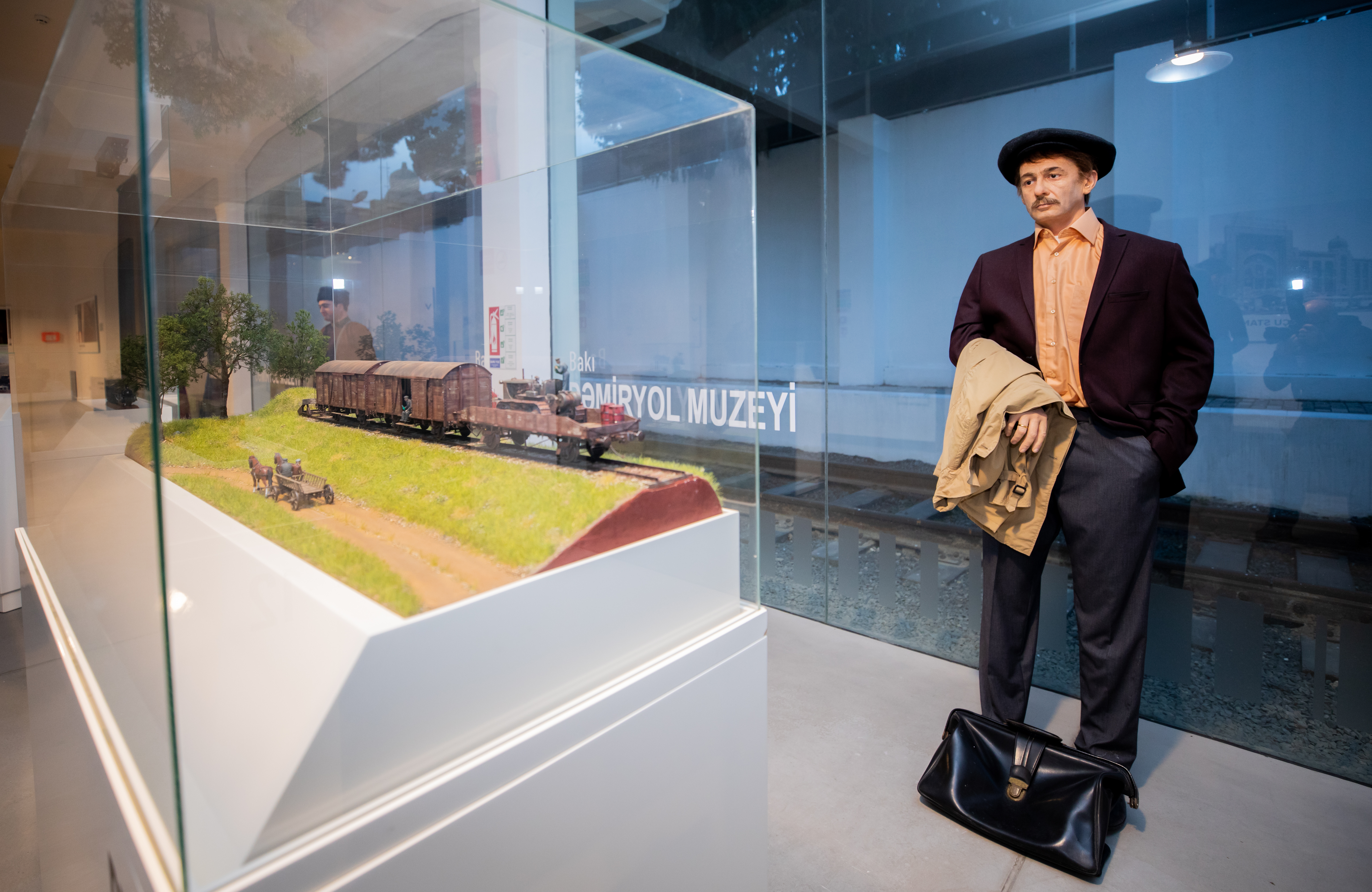
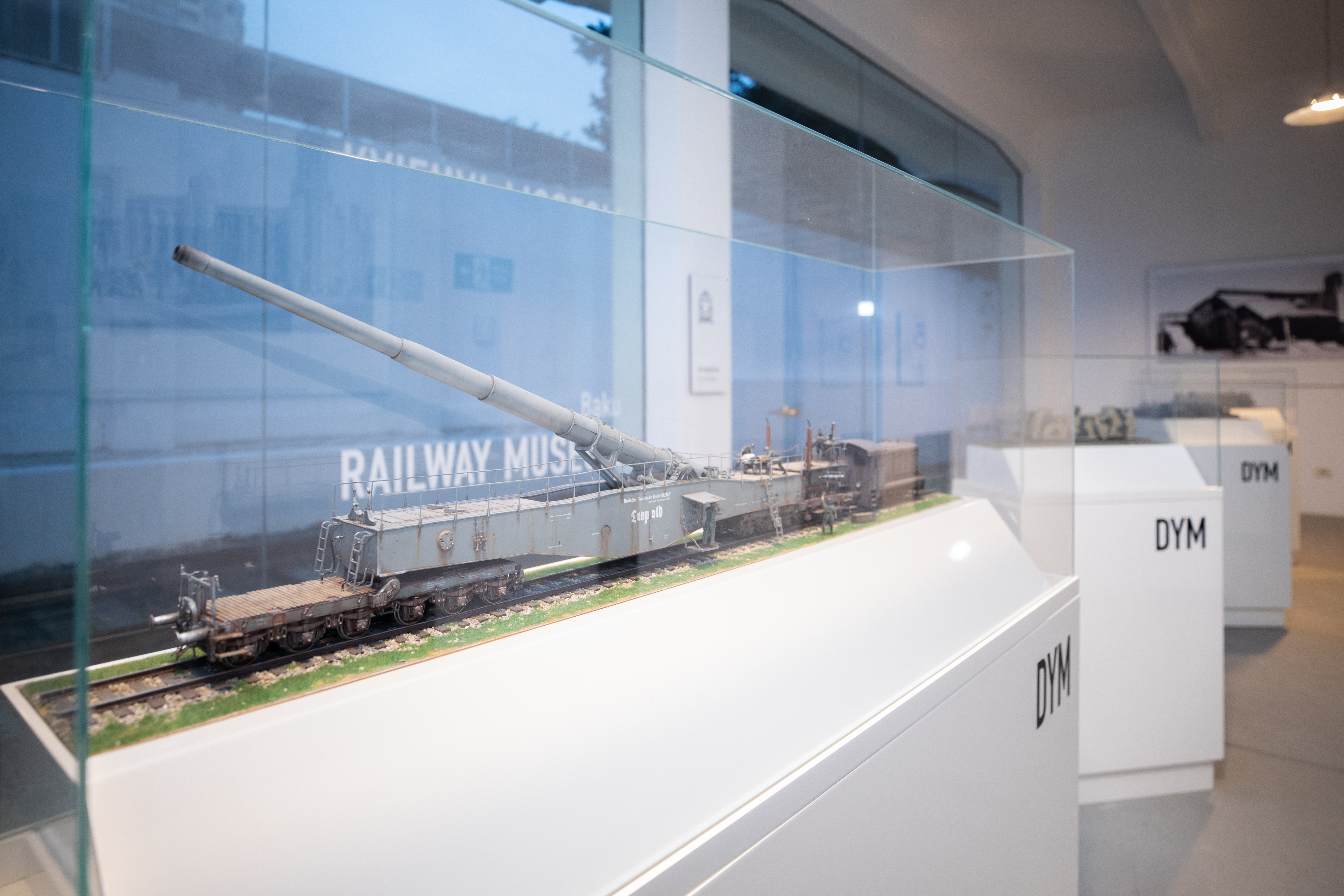
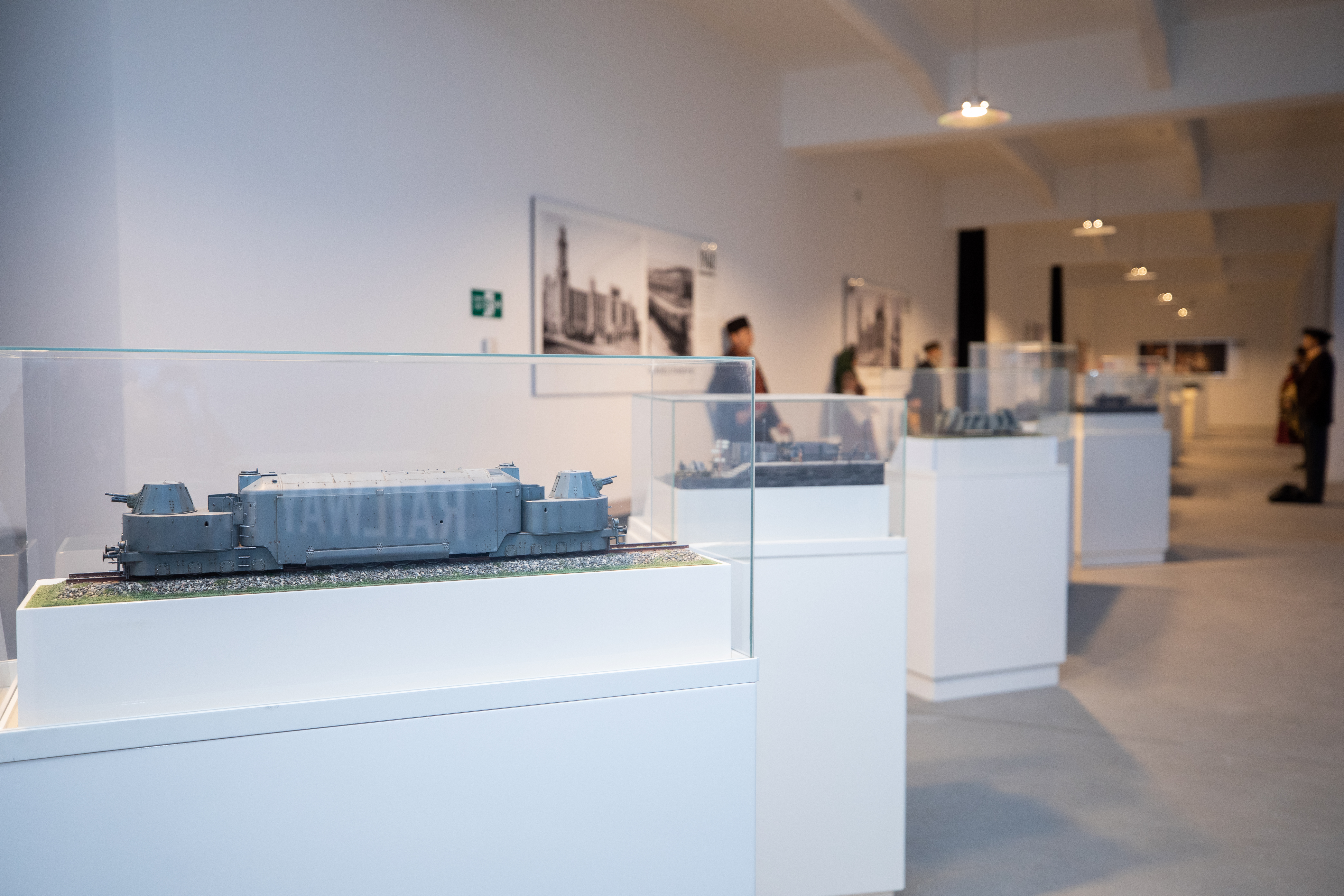
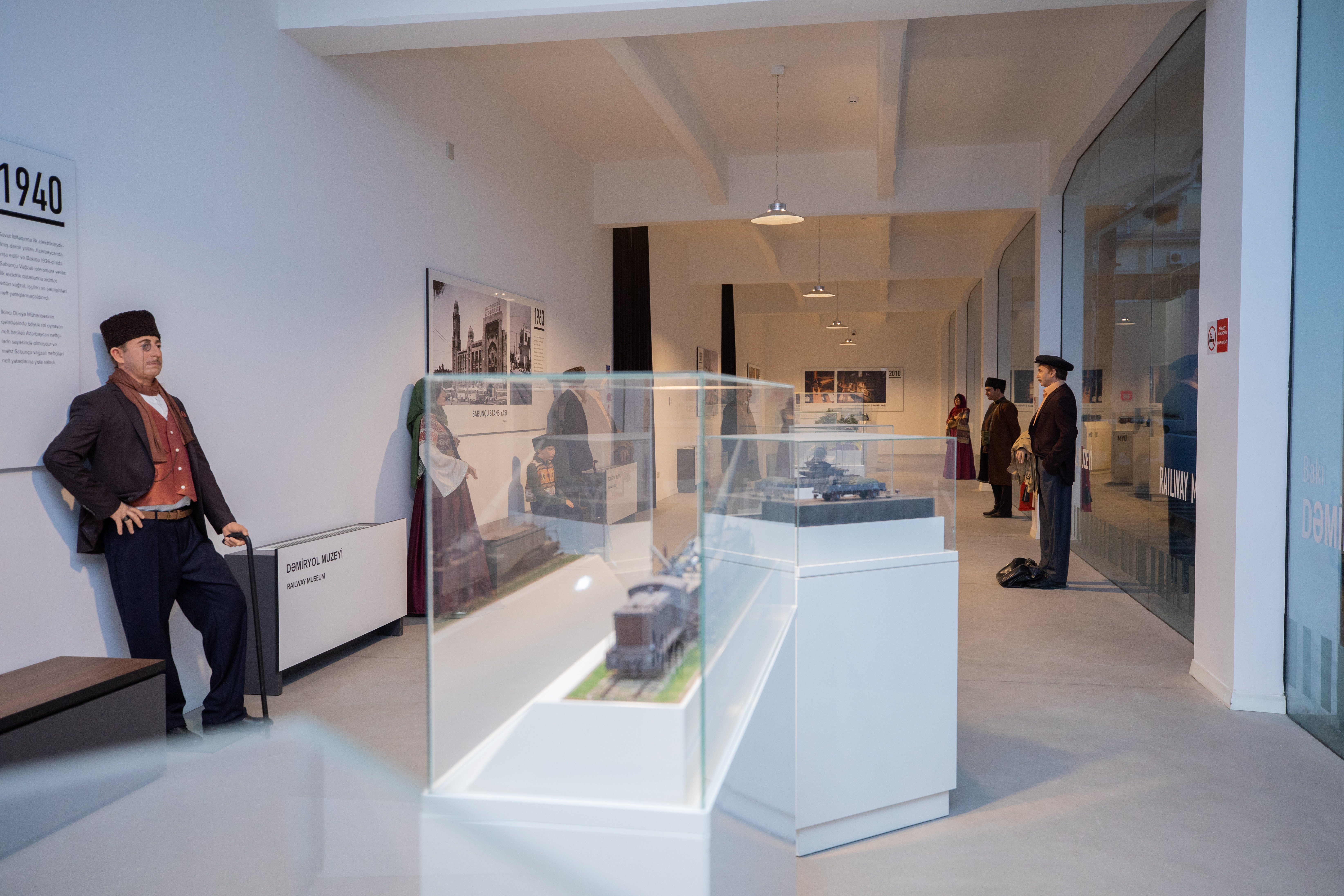
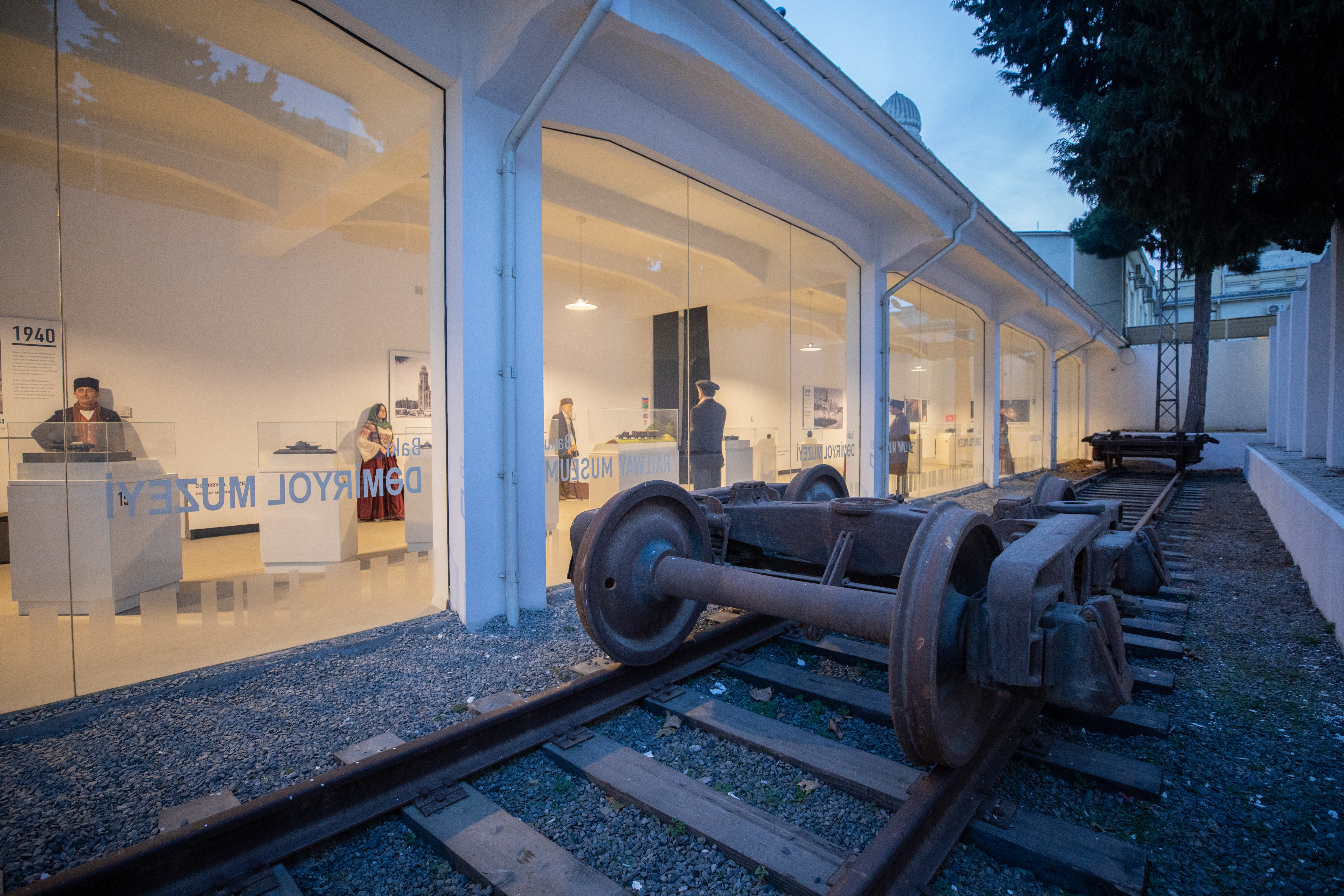
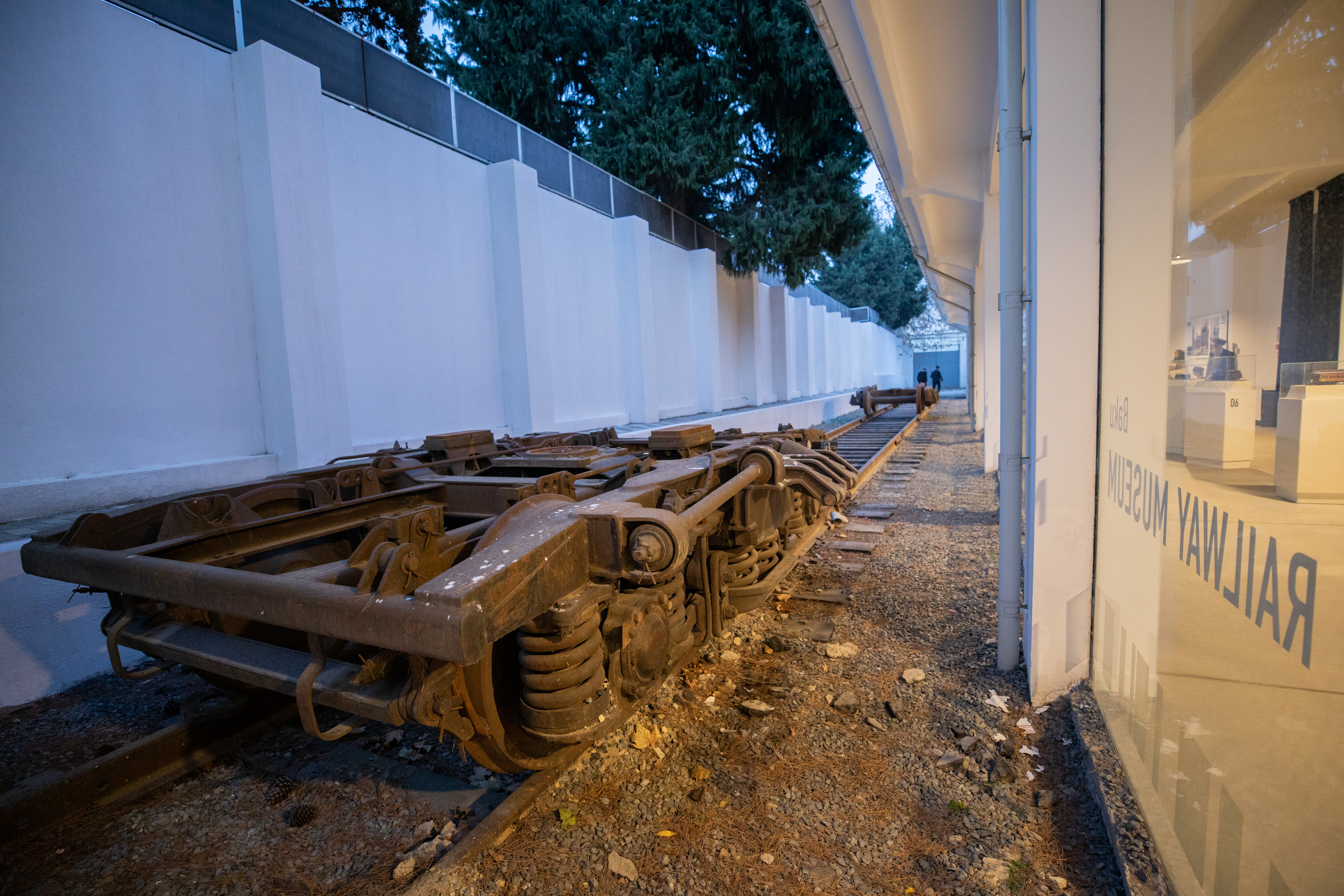
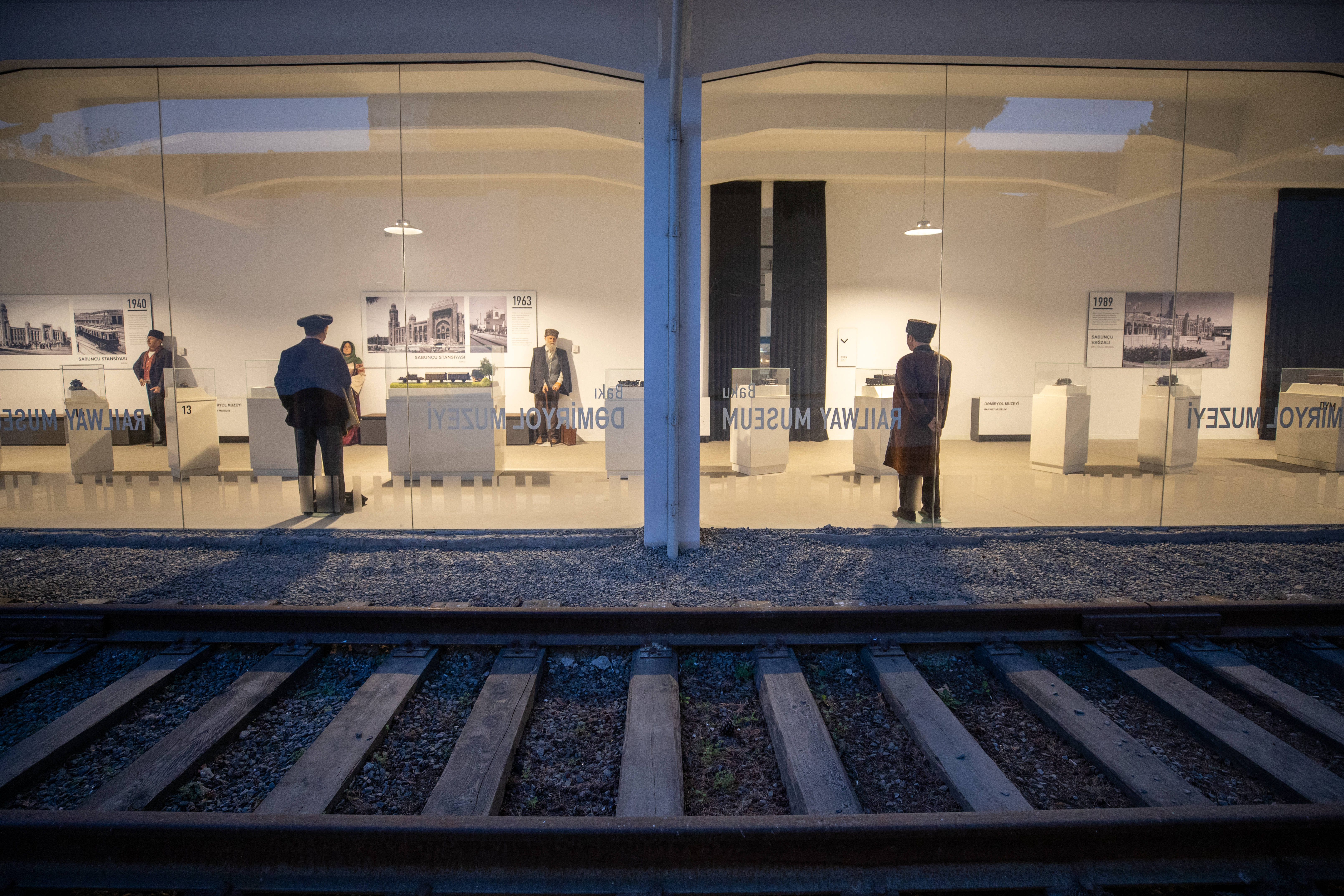